# スズキ・ハスラー
ハスラー (HUSTLER) は、スズキが生産・販売しているクロスオーバーSUV (CUV) タイプの軽乗用車である。

## 概要
軽トールワゴンとスポーツ・ユーティリティ・ビークル（SUV）の双方の要素を融合させた新ジャンルの軽自動車で、アウトドアやスポーツといったレジャーを好むユーザー、あるいはわだちや雪道といった起伏のある路面を走行する機会が多いユーザーを想定した、「アクティブなライフスタイルに似合う軽クロスオーバー」をコンセプトに開発され、クロスカントリー4WDのジムニーとの棲み分けを図っている。
ハスラー誕生のきっかけとなったのは、ユーザーの声であった。かつてスズキには大径タイヤを履き地上高を高くしたセダンとSUVのクロスオーバーである「Kei」が存在したが、2009年（平成21年）に生産終了となっていた。その後、スズキ会長である鈴木修が会食の席で、Keiの生産終了を惜しむ声を聞き、軽クロスオーバーの需要があると判断し、後継車として開発を進めたモデルがこの「ハスラー」である。
Keiのコンセプトを引き継いでいるというものの、スズキにとってはトールワゴンのクロスオーバーモデルという「未知のジャンル」であったが、初代モデルは月間販売台数目標の5,000台を遙かに超えるバックオーダーを抱えることになり、グッドデザイン賞やオートカラーアウォードなどの受賞も相まって、高い評価を得た。
初代、2代目とも日本国内のほか、香港・マカオ市場でも販売されている。

## 初代（MR31S/MR41S型 2014年-2019年）

### デザイン
5代目ワゴンRと共通のプラットフォームを用い、Aピラーを立ててルーフの長さと幅をとることでゆとりのある頭上空間を確保し、体感的にも視覚的にも軽ワゴン車と同等の室内空間を持たせる一方、軽乗用車としては大きめの15インチホイールを用い、サスペンションストロークの変更を行うことで最低地上高は180 mm（2WD車の場合。4WD車ではリアデフ下の175 mm）を確保。さらに、アプローチアングルを28°、デパーチャーアングルを46°とすることで起伏のある路面でのパンパー接地を低減。フロントスタビライザーを全車に採用し、ショックアブソーバーの減衰力をチューニングしたことで安定感のあるハンドリングとSUVらしい重厚な乗り心地を確保している。なお、大径ホイールを採用しているにもかかわらず、最小回転半径は4.6 mとしており、小回り性にも優れている。
外観はヘッドランプ周囲をメッキガーニッシュで装飾し、黒のバンパーにシルバー塗装のバンパーガーニッシュを採用。さらに、フェンダーアーチモールとサイドスプラッシュガードも黒で統一することで力強さを表現している。内装はカラーパネルをパイプでつなげたインパネを採用し、ドアトリムにもカラーパネルを採用。カラーパネルはボディカラーにより異なり、「パッションオレンジ / ホワイト2トーンルーフ」設定時は「パッションオレンジ」、その他のボディカラーの場合は「ピュアホワイト」となる。このカラーパネルは植物由来のイソソルバイド（バイオエンジニアリングプラスチックの一種）を原料とした三菱化学の高機能透明樹脂「DURABIO（デュラビオ）」が用いられており、樹脂に顔料を直接配合することにより発色が可能なことから、塗装によるVOC（揮発性有機化合物）の低減と高い質感を両立している。シートは黒を基調にボディカラーによって異なる4色のシートパイピング（「A」はパイピングなし）を採用している。ボディカラーは通常のモノトーン色5色に加え、「A」を除く全グレードで設定できる「ホワイト2トーンルーフ」・「ブラック2トーンルーフ」各3色を加えた全11パターンが用意され、「ホワイト2トーンルーフ」に関してはすべて新色である（パッションオレンジ、サマーブルーメタリック、キャンディピンクメタリック）。
販売店アクセサリーの純正カーナビゲーションには、スペーシア / スペーシアカスタム / スペーシアカスタムZに引き続き、スズキでは2車種目となるワイドDINサイズ（幅200 mm）のワイドナビ4機種が設定され、市販のワイドDINサイズカーナビゲーションも、インパネのオーディオガーニッシュを販売店アクセサリーのオーディオ交換ガーニッシュ（ワイドDIN対応）に変えることで装着可能となっている。
主催団体によって異なる車種が選出されることが多いカー・オブ・ザ・イヤーにおいては、RJC（日本自動車研究者・ジャーナリスト会議）と日本自動車殿堂の2団体で受賞したほか、オートカラーアウォードでは「ホワイト2トーンルーフ仕様車」の3色すべてが軽自動車初のグランプリを受賞。さらに、2014年から新設されたYahoo!検索大賞では2014・クルマ部門を受賞するなど、発売初年から多くの賞を受賞した。また、販売台数においても発売初年で10万4233台（全国軽自動車協会連合会発表の軽四輪車新車販売台数速報より）となり、スズキが8年ぶりに軽自動車年間販売台数No.1の座を奪還する大きな要因となった。

### メカニズム
3代目ワゴンRから続くプラットフォームと富士重工業（現・SUBARU）との共同開発によるフロントサスペンションロアアームを用いる最後のモデルである。サスペンションは、フロントがマクファーソンストラット、リアが車軸式のアイソレーテッド・トレーリング・リンク（I.T.L）である。
エンジンはR06A型で、自然吸気 (NA) とインタークーラーターボ付きの二種類が用意される。「スズキグリーンテクノロジー」を採用しており、新軽量衝撃吸収ボディー「TECT」を全車に採用。空調ユニットに冷房運転時に凍る蓄冷材を搭載することで、アイドリングストップが作動して送風運転に切り替わっても冷たい風を送り続けることができる「エコクール」を「A」を除く全車に採用。さらに、「A」を除くCVT車にはアクセルOFFの段階でガソリンの供給をカットし、ブレーキを踏んで13 km/h以下になるとエンジンを自動停止するアイドリングストップシステムと減速時に高効率・高出力型のオルタネーターで発電し、2種類のバッテリー（鉛・リチウムイオン）に充電、アイドリングストップ中と走行中に2種類のバッテリーに蓄えられた電力を電装品に供給することでガソリン消費による常時発電を無くし、燃料消費の最小限化とエンジン負荷の低減に貢献する「エネチャージ」も搭載する。「G」の5MT車には走行中にブレーキを踏んで停車し、シフトレバーをニュートラルに戻してクラッチペダルを離すことでエンジンを自動停止する停車時アイドリングストップシステムを備えており、再度クラッチペダルを踏み込むことでエンジンを再始動する。エンジン再始動時の動作はエンジンリスタート機能によるもので、エンスト時にも同様の動作を行うことでエンジン再始動ができる。これらによってすぐれた低燃費を実現し、CVT車はターボ車やアイドリングストップシステム・「エネチャージ」非装備の「A」を含め、全グレード「平成27年度燃費基準+20%」を、5MT車はアイドリングストップシステムの有無を問わず「平成27年度燃費基準+10%」をそれぞれ達成している。
さらに、アイドリングストップシステムについては、新たに、エアコン使用時にアイドリングストップを開始するタイミングとアイドリングストップ状態からエンジン再始動させるタイミングを、燃費優先・標準・快適優先の3つのモードの中から設定できるアイドリングストップ空調設定カスタマイズ機能とアイドリングストップシステムが作動しない理由やアイドリングストップ状態からエンジンが強制再始動する理由をインフォーメーションディスプレイに表示し、エンジンの強制再始動時には1回ブザーを鳴らしてドライバーに知らせるアイドリングストップインフォメーションを採用し、より利便性を高めた。
2015年（平成27年）5月の一部改良で、「A」を除くNA・CVT車は「エネチャージ」から「S-エネチャージ」（マイルドハイブリッド）に変更。新たに搭載したモーター機能付発電機（ISG = Integrated Starter Generator）により、減速（電力回生）時にバッテリーに蓄えた電力から電装品へ供給するだけでなく、発進時や加速時にISGによるモーターアシストを行うことで燃費を向上する。リチウムイオンバッテリーはモーターアシストに必要な大電流に対応した専用品に変更される。なお、ハスラーに搭載される「S-エネチャージ」はモーターアシスト時間を最長6秒間から最長30秒間に、モーターアシストの速度域を15km/h - 85km/hから発進後 - 約85km/hにそれぞれ拡大してモーターアシストの時間と頻度を増やした改良型となる。同年12月の一部改良により、ターボ車も「エネチャージ」から「S-エネチャージ」に変更。ターボ車ではモーターアシストの速度域を約100km/hまでとし、NA車よりもアシスト時間と頻度を拡大している。
また、「A」を除く4WD・CVT車には滑りやすい急な下り坂で、エンジンブレーキだけでは減速できない時やブレーキペダルを操作して車両をコントロールするのが難しい時に、ブレーキ操作なしで約7 km/hのゆっくりした一定の速度で降坂するヒルディセントコントロールと、滑りやすい路面での発車時にエンジントルクやブレーキが効果的に作動するように制御（例えば、1輪が空転した際にはその車輪のブレーキ制御を早め、グリップ側の車輪に駆動力を集中）することでスムーズな発進ができるグリップコントロールを軽自動車で初めて採用した（どちらもEBDの応用による）。
「G」のCVT車と「J」及びターボ車はステレオカメラ方式の衝突被害軽減ブレーキ「デュアルカメラブレーキサポート」をはじめ、誤発進抑制機能、車線逸脱警報機能、ふらつき警報機能、先行車発進お知らせ機能が標準装備されており、エマージェンシーストップシグナルとESPの2点は、5MT車を含めた全グレードに標準装備されている。

### 年表

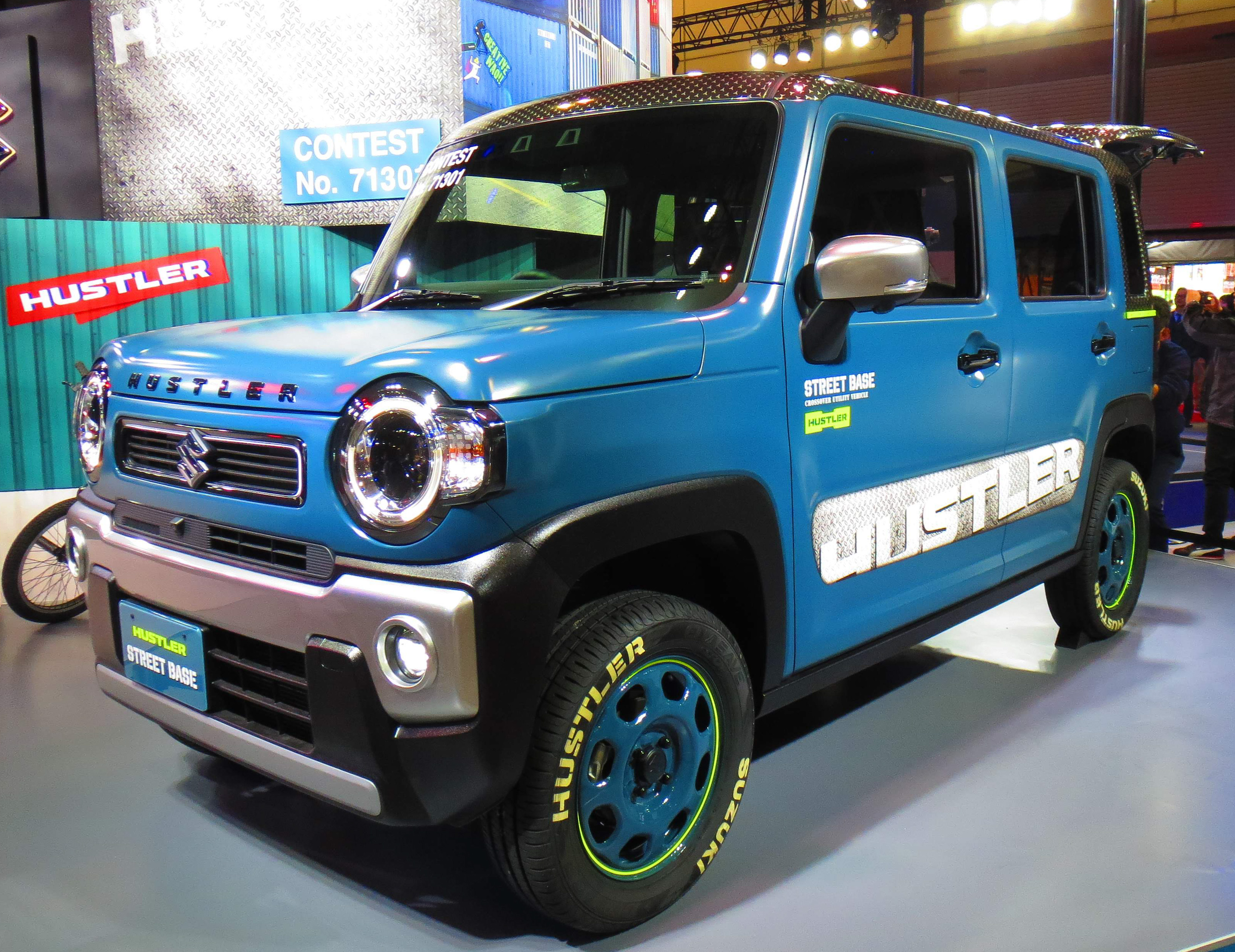
ストリートベース　フロント 東京オートサロン2020出展車
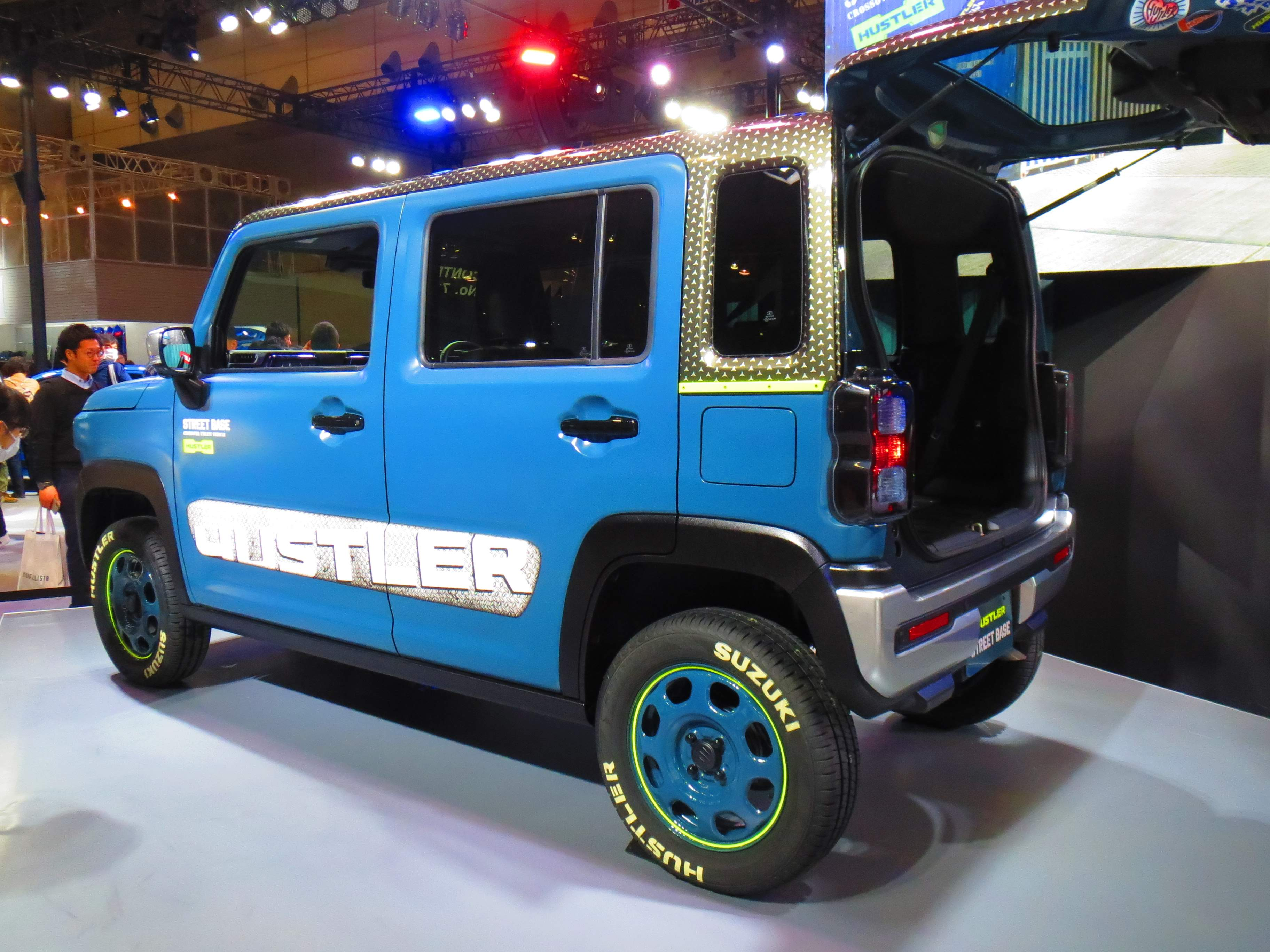
ストリートベース　リヤ 東京オートサロン2020出展車
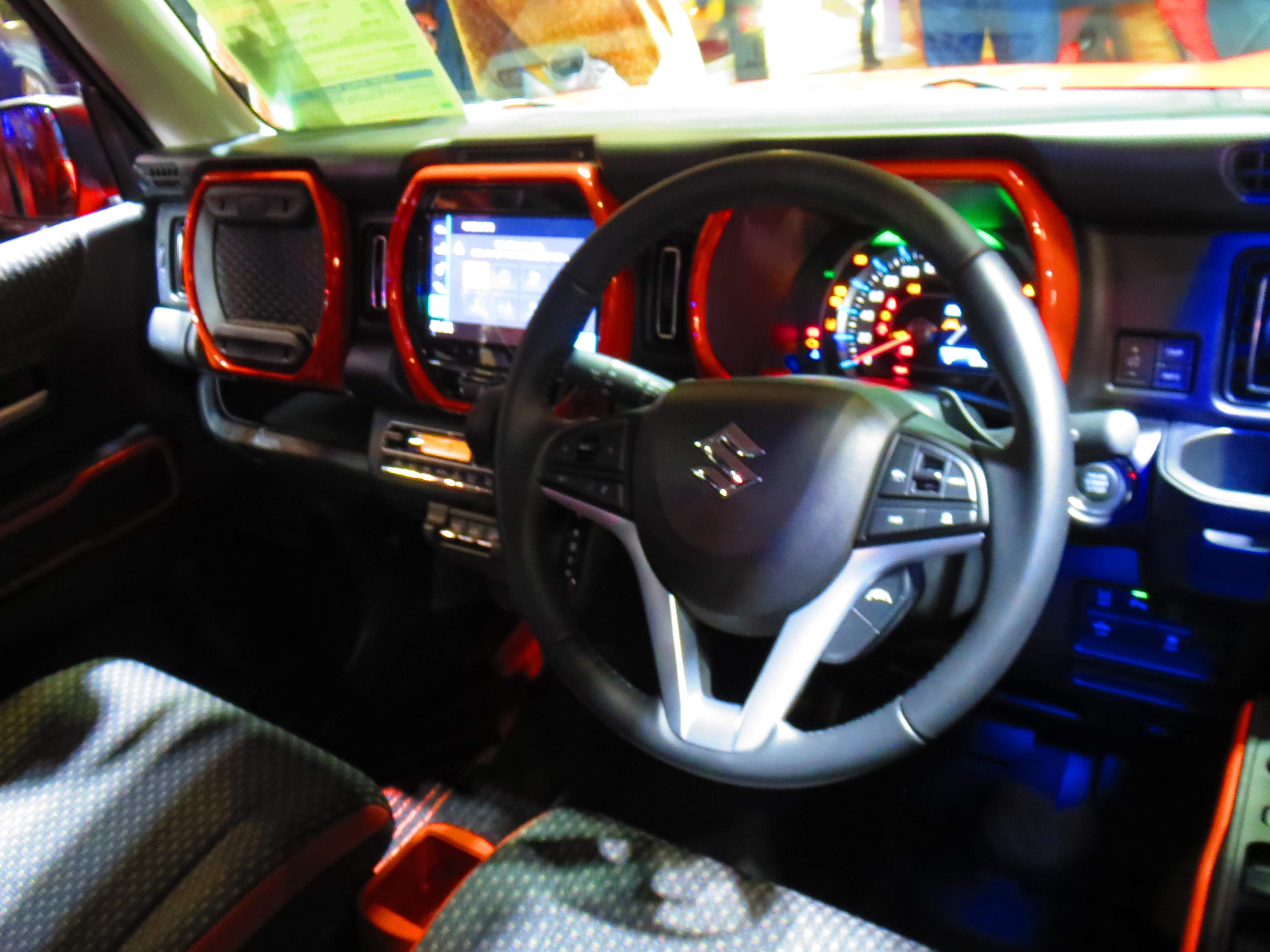
ストリートベース　インテリア 東京オートサロン2020出展車
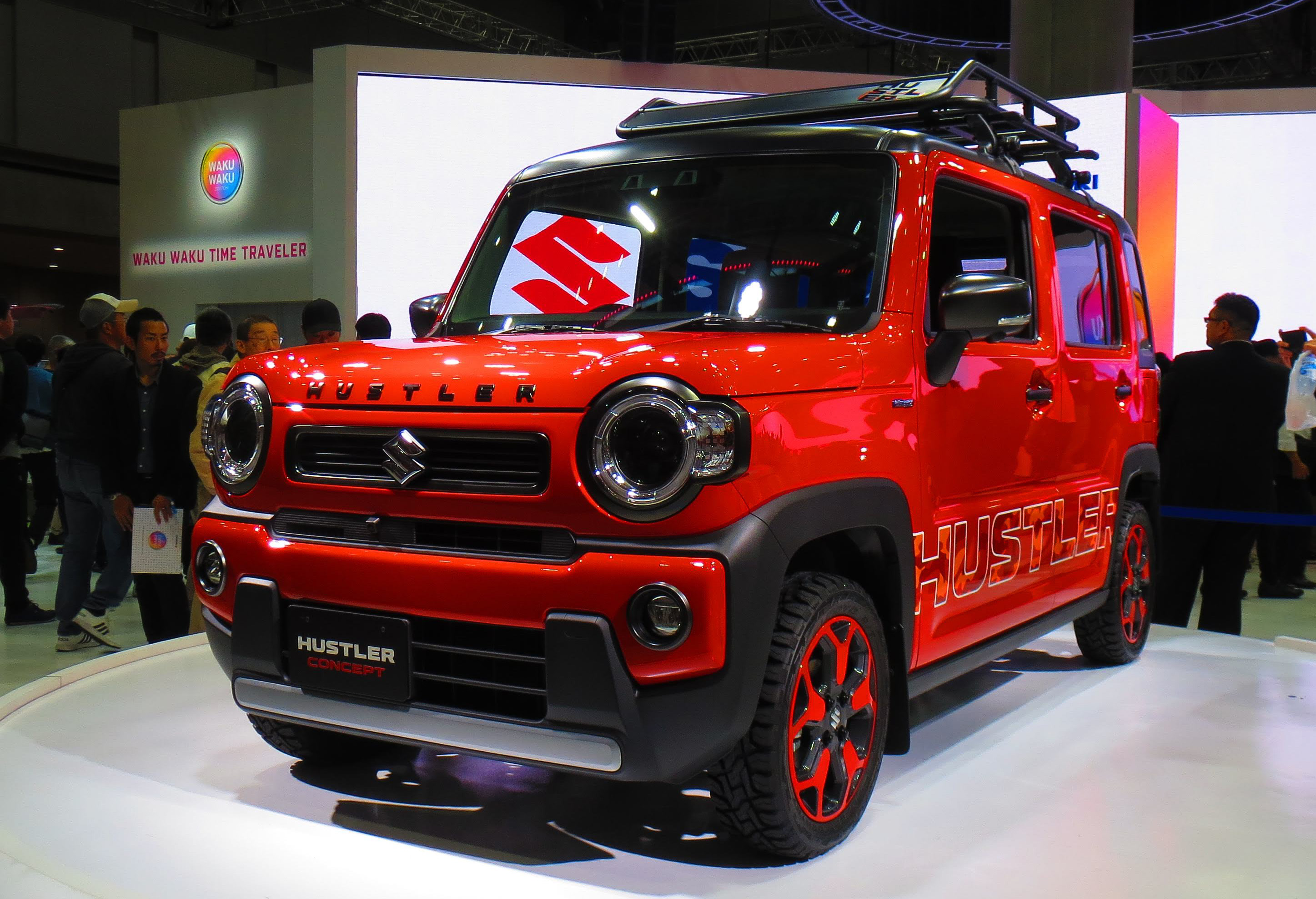
ハスラー コンセプト アーバンアウトドアスタイル フロント 東京モーターショー2019出展車
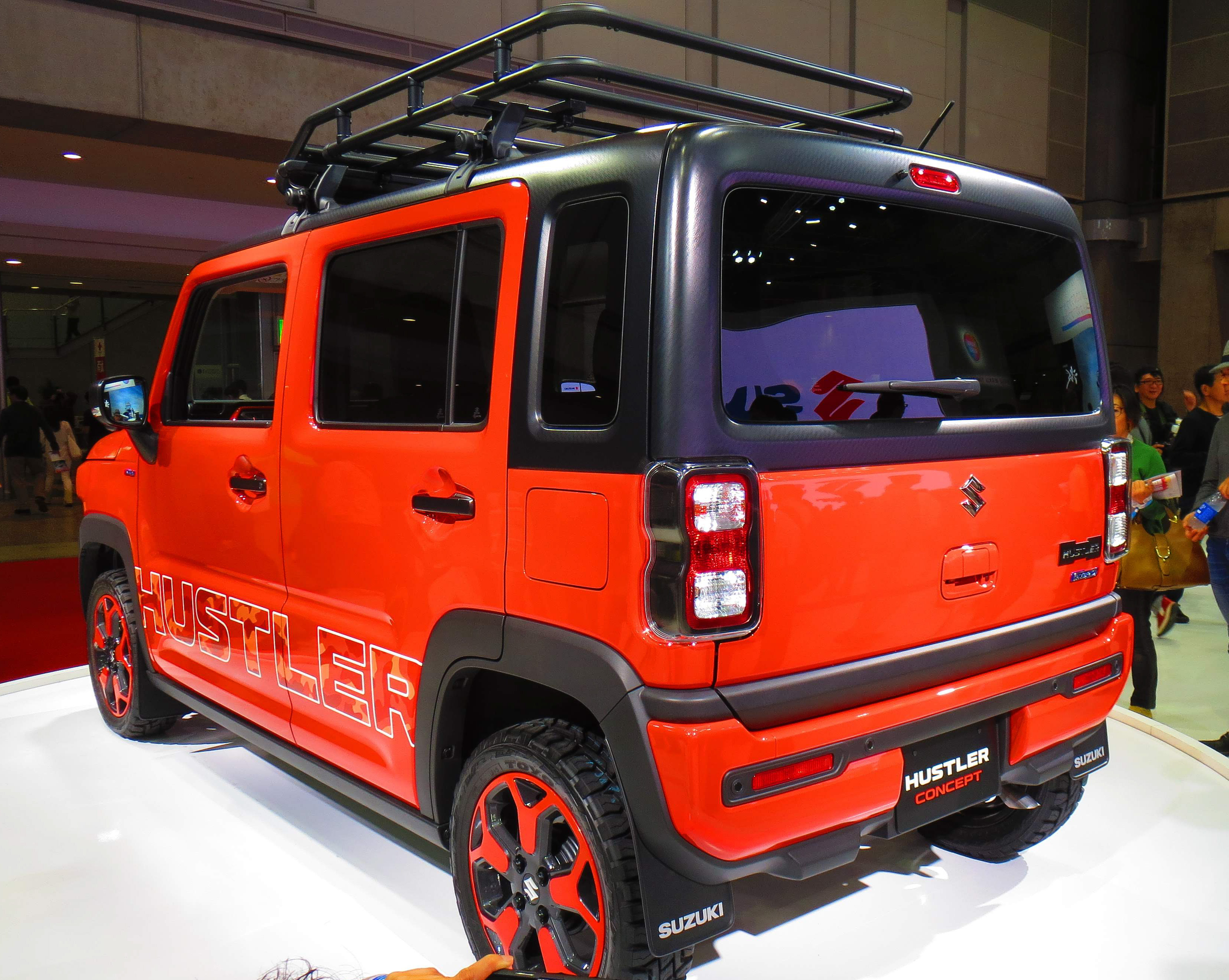
ハスラー コンセプト アーバンアウトドアスタイル リヤ 東京モーターショー2019出展車
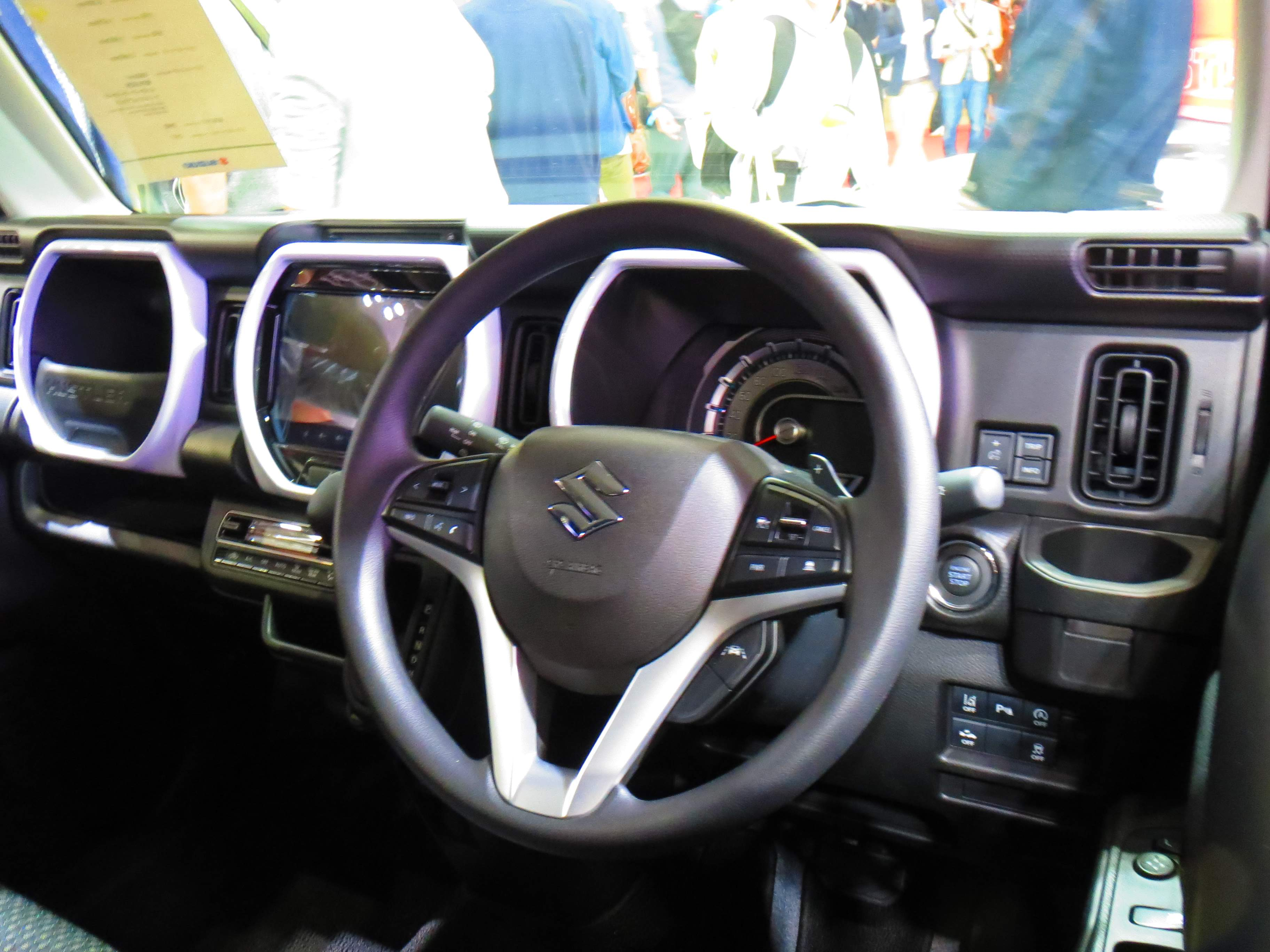
ハスラー コンセプト アーバンアウトドアスタイル インテリア 東京モーターショー2019出展車
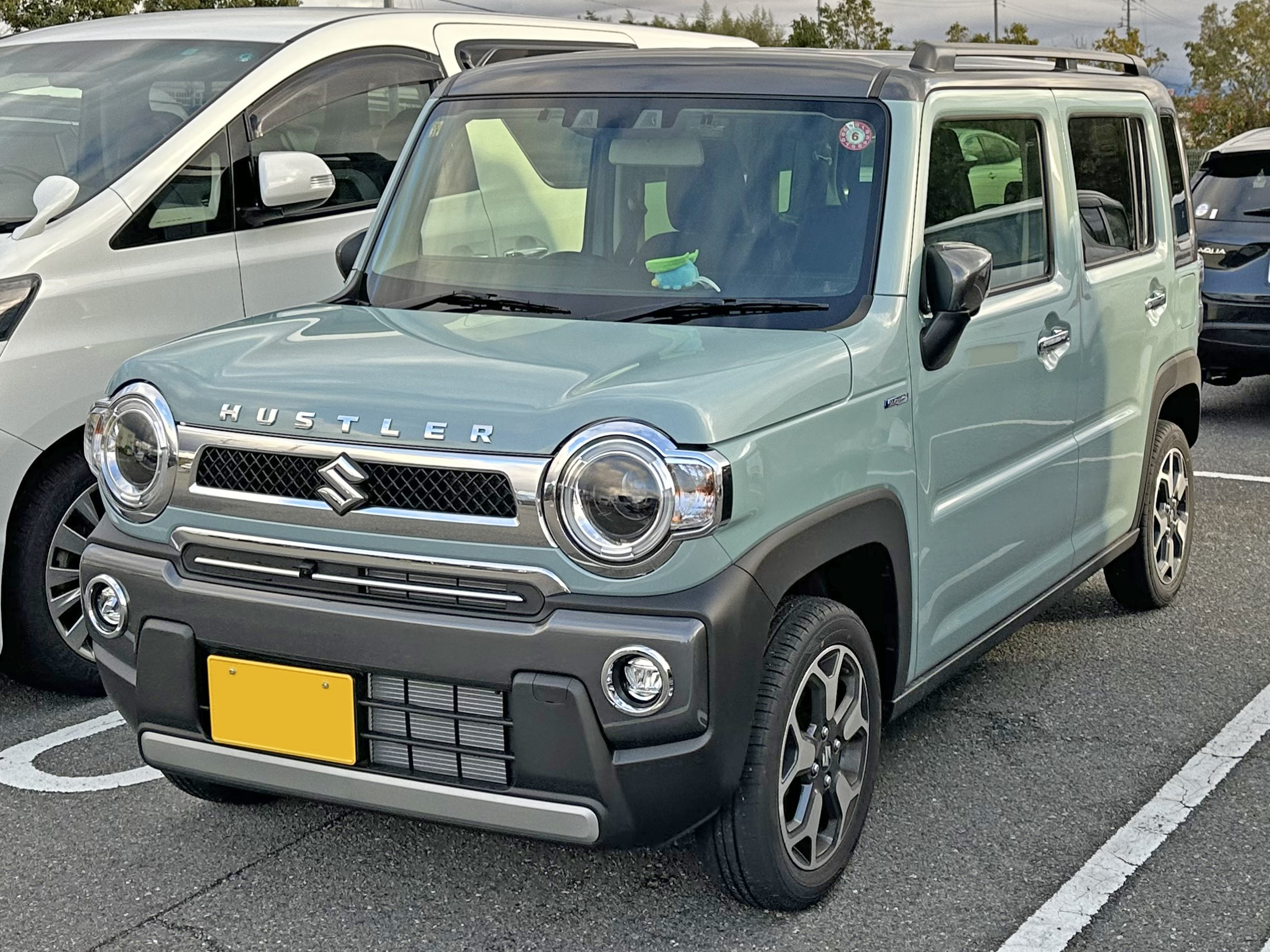
J STYLE フロント
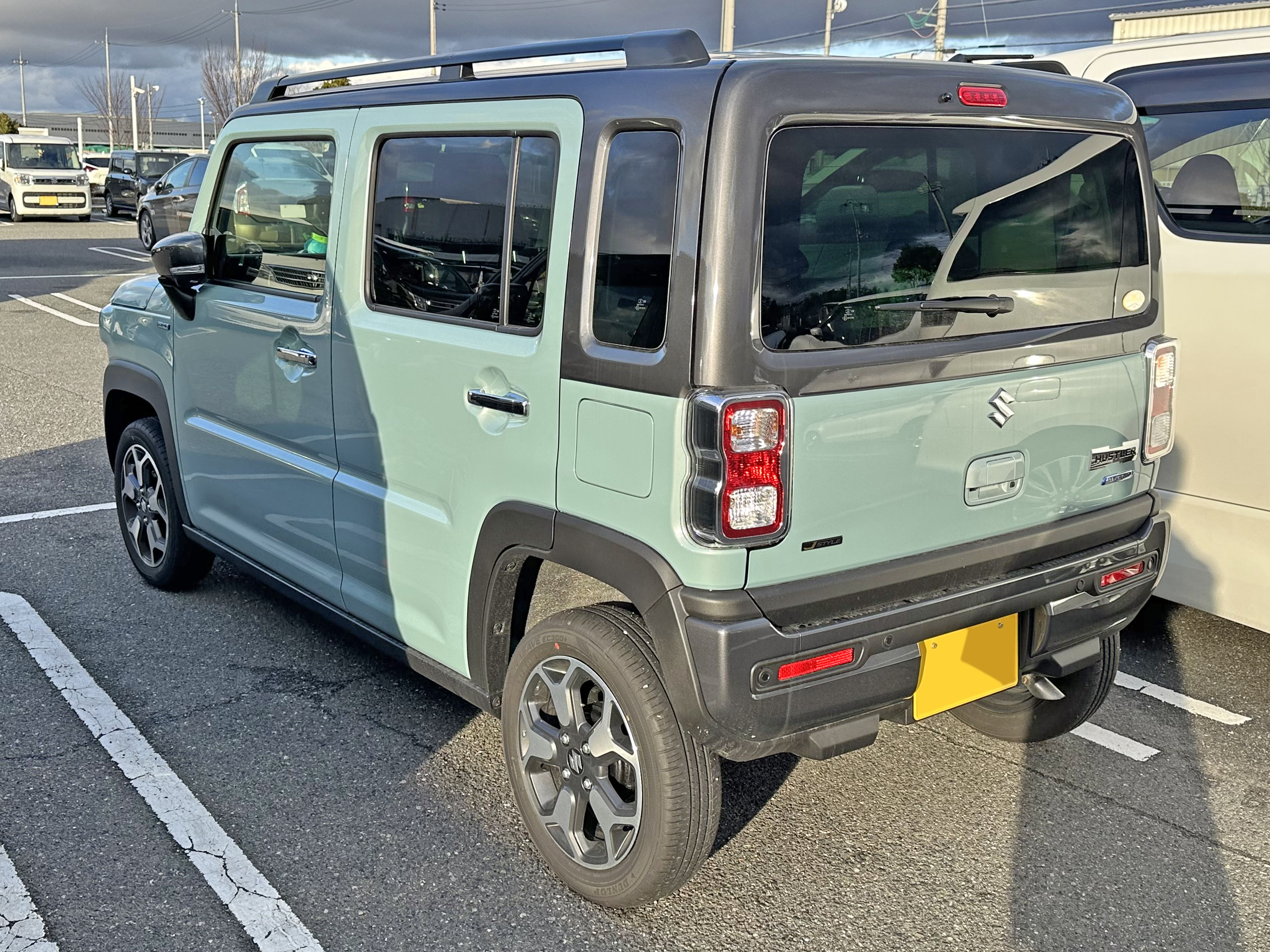
J STYLE フロントリヤ
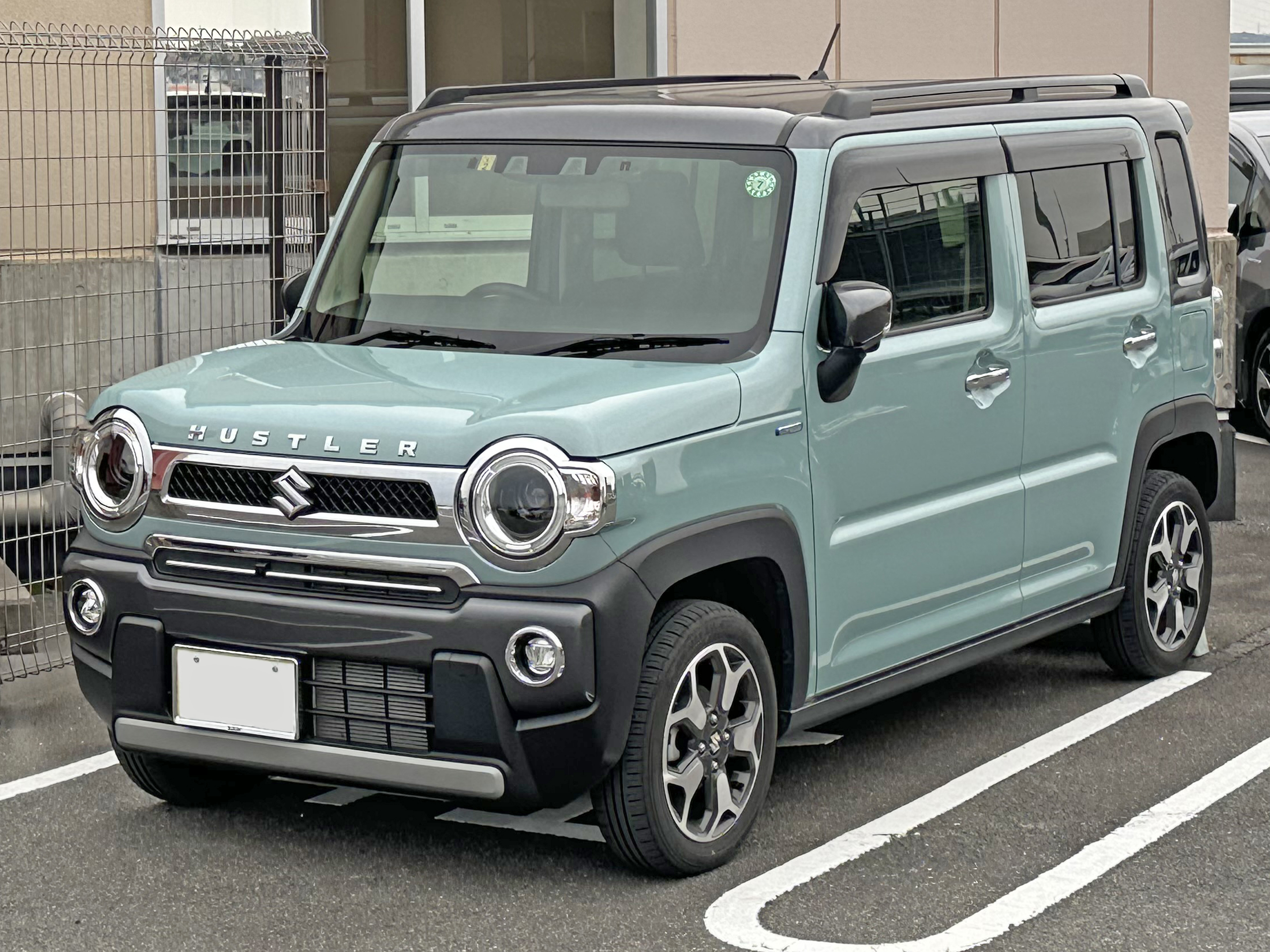
J STYLE II フロント
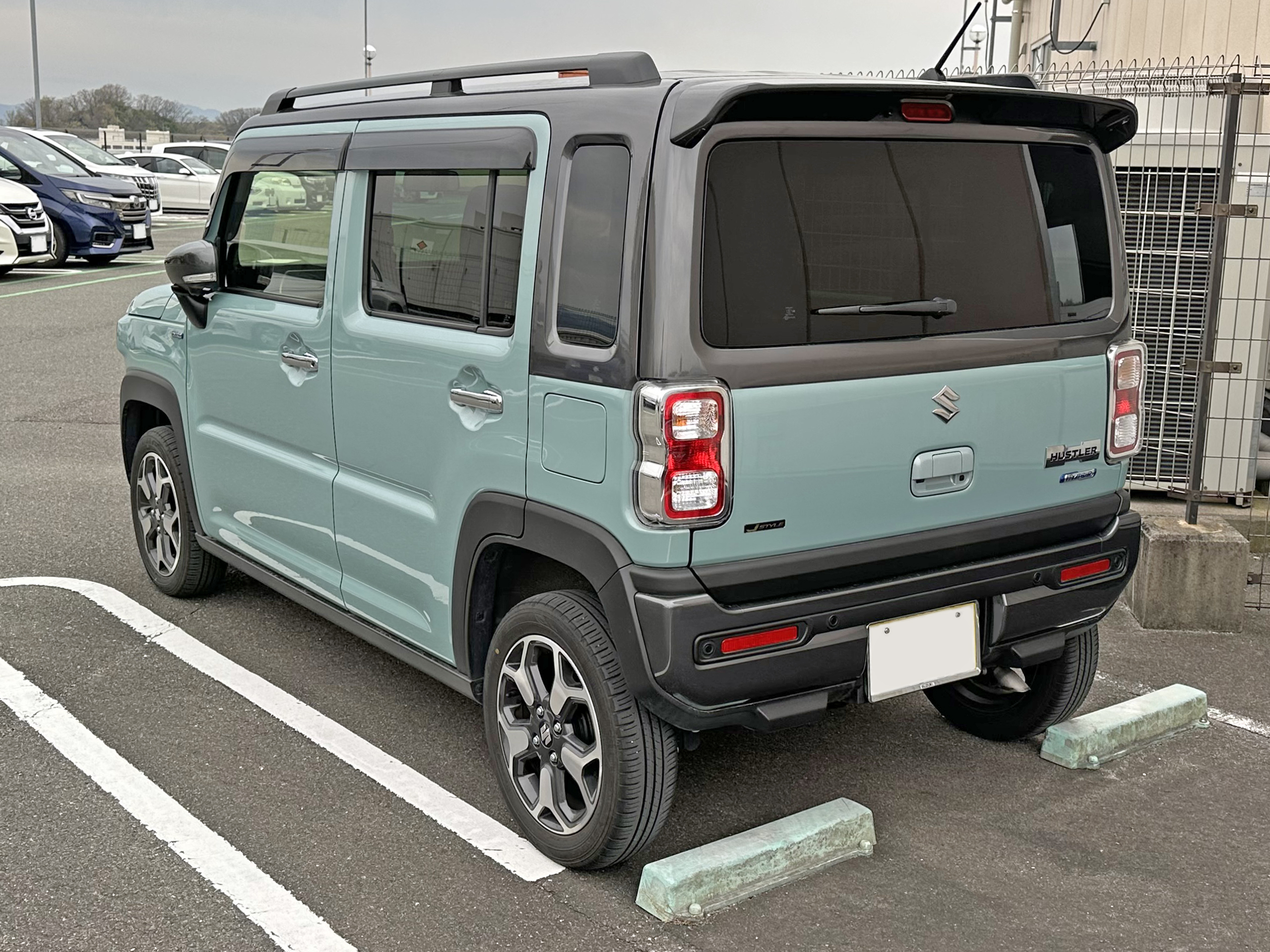
J STYLE II リヤ
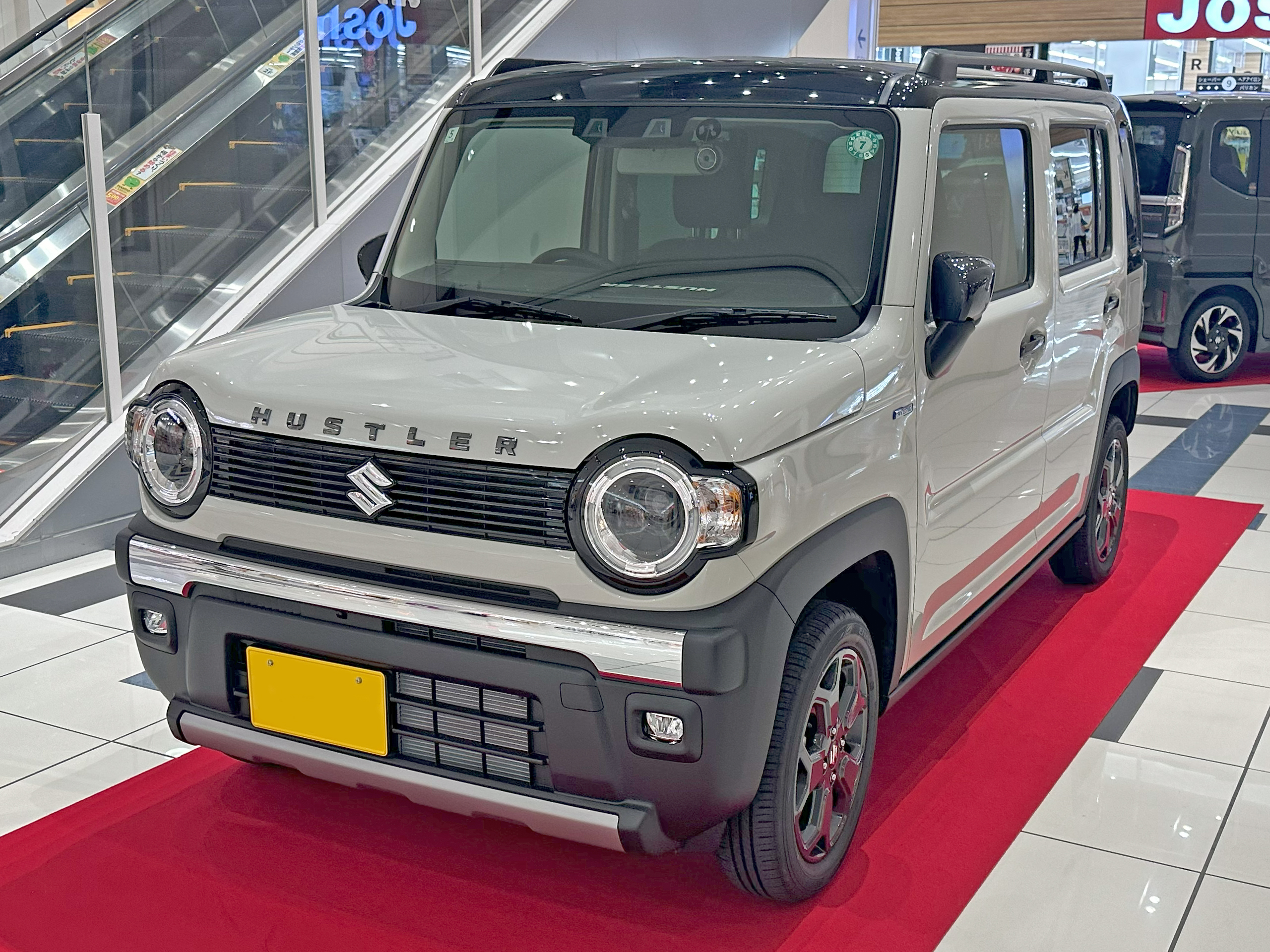
TOUGH WILD フロント
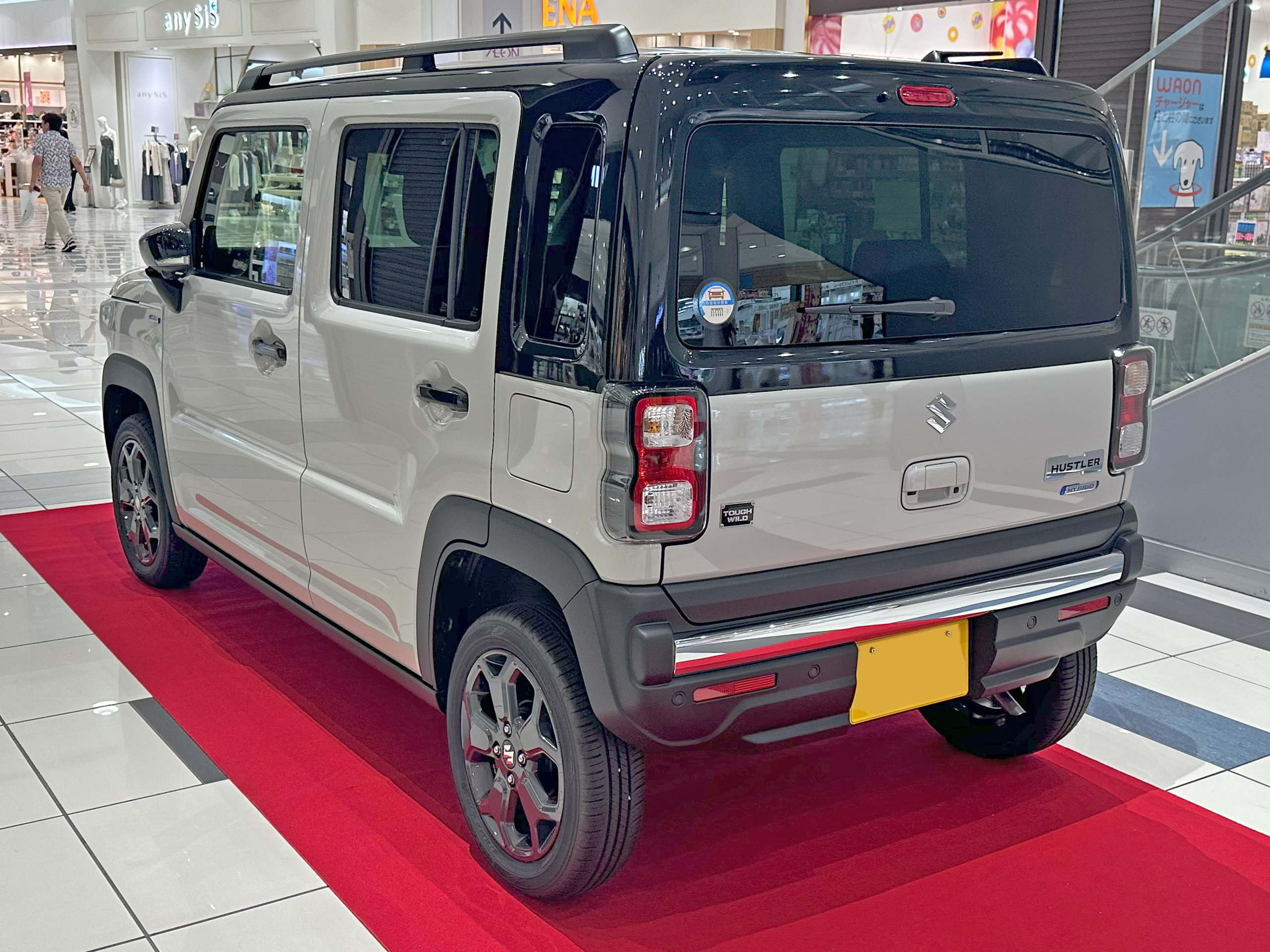
TOUGH WILD フロントリヤ

2013年（平成25年）10月29日
第43回東京モーターショーに参考出品車として世界初出展（ワールドプレミア）することを発表。ショーには屋根後部を低くした「ハスラークーペ」も参考出品された。
2013年（平成25年）12月24日
公式発表（2014年1月8日販売開始）。
グレード体系は、ドアミラーやドアハンドルはブラックとした15インチスチールホイールのベーシックグレードの「A」、リアワイパー&ウォッシャー、フロント2スピーカー、電動格納式リモコンカラードドアミラー、運転席バニティミラー（チケットホルダー付）、カラードドアハンドルやメッキフロントグリルガーニッシュなどを備えた量販グレードの「G」、フロントマルチリフレクターハロゲンフォグランプ、6スピーカー（フロント+リア+ツィーター）、本革巻ステアリングホイール、助手席バニティミラー（照明・チケットホルダー付）、LEDサイドターンランプ付ドアミラー、15インチアルミホイールを装備した上級グレードの「X」の3グレードに、「G」・「X」のターボ車である「Gターボ」・「Xターボ」を加えた5グレードを設定。また、「A」と「G」にはCVT車に加え、5速MT車も設定される。
2014年（平成26年）1月31日
マツダへOEM供給を開始。車名は「マツダ・フレアクロスオーバー」。
2014年（平成26年）10月1日
2014（平成26）年度グッドデザイン賞を受賞。
2014年（平成26年）10月30日
2014 - 2015年次 日本自動車殿堂カーオブザイヤーを受賞（スズキ車では初の受賞）。
2014年（平成26年）11月11日
2014 - 2015年次 RJCカーオブザイヤーを受賞。
2014年（平成26年）12月12日
パッションオレンジ×ホワイト2トーンルーフ（ext）/パッションオレンジ×ダークグレー（int）、サマーブルーメタリック×ホワイト2トーンルーフ（ext）/ピュアホワイト×ダークグレー（int）、キャンディピンクメタリック×ホワイト2トーンルーフ（ext）/ピュアホワイト×ダークグレー（int）、以上の3色の組み合わせがオートカラーアウォード2015グランプリを受賞。なお、軽自動車で初のグランプリ受賞となり、スズキ車としても初のグランプリ受賞となった。
2014年（平成26年）12月25日
RJCカーオブザイヤー受賞記念特別仕様車「J STYLE」を発表（2015年1月9日販売開始）。
「X」をベースに、外観はフロントグリルに「HUSTLER」アルファベットエンブレムを装着し、リアの「HUSTLER」エンブレム、バンパーガーニッシュ、15インチスチールホイールをホワイトに変更。RJCカーオブザイヤーエンブレム、専用フロアマットラバー、専用リモコンカバーも同梱した（販売会社装着品）。内装はステアリングガーニッシュ・エアコンガーニッシュ・エアコンルーバーリング・スピーカーリングをガンメタに、ステアリングステッチをシルバーに変更した。
また、先に発売したワゴンRスティングレー・スペーシアカスタム・ソリオバンディットの「J STYLE」同様に、LEDフロントフォグランプ、プレミアムUV&IRカットガラス（フロントドア）、助手席シートヒーター、ステアリングオーディオスイッチも装備し、左右フロントドアに「J STYLE」エンブレムを装着。さらに、バックアイカメラをメーカーオプション設定した（使用の際はバックアイカメラ対応純正ナビゲーションと電源ボックスが別途必要）。
ボディカラーはホワイト2トーンルーフ仕様のみの設定だが、カタログカラーでは設定がないフェニックスレッドパール、クールカーキパールメタリック、ブルーイッシュブラックパール3の3色が設定されるほか、カラーパネル（インパネ・ドアトリム）もフェニックスレッドパール設定時はレッド、クールカーキパールメタリック設定時はカーキとなり、シートパイピングもカラーパネルと同じ色で統一される。
併せてカタロググレードの仕様変更を行い、「スチールシルバーメタリック」の「ブラック2トーンルーフ」を廃止した。
2015年（平成27年）4月1日
仕様変更。新たに設けられた「平成32年度燃費基準」をCVT車の全グレードで達成。特に、「G」のCVT車、「X」、特別仕様車「J STYLE」は「平成32年度燃費基準+10%」を達成した。
2015年（平成27年）5月13日
一部改良。
「G」のCVT車・「X」・特別仕様車「J STYLE」において、これまで搭載していた「エネチャージ」に替え、5代目・後期型ワゴンR / ワゴンRスティングレーの一部グレードに採用されているISG（モーター機能付発電機）を備えた「S-エネチャージ」に置換（これに伴い、該当グレードの排ガス記号がハイブリッドカーを示すDAAに、車両型式がMR41S型にそれぞれ変更され、リアの車名エンブレム下に装着されているリアエンブレム（アイドリングストップ）はS-エネチャージエンブレムに変更された）。併せて、エンジンも改良し、圧縮比の向上やEGRシステムの採用、吸気・排気の設計見直しにより低中速域での動力性能と燃費を向上したほか、エキゾーストマニホールド一体型シリンダーヘッドの採用や触媒ケースの簡素化などによる軽量・コンパクト化、ISGの搭載に伴う補機ベルトシステムなどの変更を行った。これらにより、JC08モード燃費で2WD車は32.0 km/L、4WDは30.4 km/Lに向上し、「平成32年度燃費基準+20 %」を達成した。
併せて、カタロググレードのボディカラーのオプションカラーを一部変更し、「パールホワイト」と入れ替えで「クリスタルホワイトパール」を新たに設定した（「G」・「Gターボ」・「X」・「Xターボ」に設定のブラック2トーンルーフにおいても「パールホワイト」と入れ替えで「クリスタルホワイトパール」を新たに設定した）。
2015年（平成27年）10月28日
「東京モーターショー2015」に追加公開される参考出品車として、「J STYLE II」を出展することを発表した。
2015年（平成27年）12月7日
一部改良。同時に、特別仕様車「J STYLE II」を発売。
ターボ車の「Gターボ」と「Xターボ」において、「エネチャージ」から「S-エネチャージ」に置換したことで燃費を向上し、「平成32年度燃費基準+10 %」を達成。併せて、「G」の5MT車と「A」はエンジンの圧縮比を向上したことにより燃費を向上したことで「A」の2WD・5MT車と「G」の5MT車は「平成32年度燃費基準」を達成した。
装備面では「X」と「Xターボ」は衝突被害軽減ブレーキを、後期型スペーシア/スペーシアカスタムや4代目ソリオ/2代目ソリオバンディットに採用したステレオカメラ方式の「デュアルカメラブレーキサポート」に変更し、車線逸脱警報機能、ふらつき警報機能、先行車発進お知らせ機能を追加。メーカーオプションのナビゲーションは全方位モニター付メモリーナビゲーションとなった。「G」のCVT車と「Gターボ」はこれまでセットオプション設定だった運転席シートリフター、フロントアームレストボックス、チルトステアリングを標準装備化（チルトステアリングは「G」の5MT車にも追加）し、ディスチャージヘッドランプの単独オプション設定に変更。さらに、「G」の5MT車と「A」を除く全車に助手席シートヒーターも標準装備した。
ボディカラーはブラック2トーンルーフ仕様に設定されていた「クリスタルホワイトパール」を廃止（モノトーン系のボディカラーに変更）する替わりに、ブラック2トーンルーフ仕様専用色として「アクティブイエロー」と「ポジティブグリーンメタリック」の2色を追加し、モノトーン系にも「アーバンブラウンパールメタリック」と入れ替えで「シフォンアイボリーメタリック」を追加した。内装ではシート表皮を黒基調のデジタルカモフラージュ柄に変更し、インパネとドアトリムに採用されているカラーパネルには「アクティブイエロー ブラック2トーンルーフ」専用色のイエローを追加して3色に、「A」を除く全グレードに設定のシートパイピングには新色に対応したグリーンとイエローを追加して6色となった。
特別仕様車「J STYLE II」は2014年（平成26年）12月に発売された「J STYLE」のバージョンアップ仕様で、外観はフロントグリルを水平基調のフロントメッキグリルに、バンパーガーニッシュ（フロント・リア）を専用デザインに、ホイールはスチールホイールから専用デザインのアルミホイールにそれぞれ変更し、メッキドアハンドルを追加。さらに、ルーフレールのメーカーオプション設定が追加された。内装はインパネとドアトリムにブラックパールの専用色インテリアを、シート表皮にレザー調&ファブリックをそれぞれ採用したほか、エアコンガーニッシュ、ステアリングガーニッシュ、エアコンルーバーリング、スピーカーリングは「J STYLE」のガンメタからチタンシルバーに変更し、メッキインサイドドアハンドルを追加した。装備面では新たに「ナノイー」搭載フルオートエアコンを装備した。また、これまでのNA車に加え、「Xターボ」をベースにしたターボ車「J STYLE IIターボ」も新たに設定された。「J STYLE IIターボ」では、専用装備としてパドルシフトとクルーズコントロールシステムも特別装備される。ボディカラーは「J STYLE」で設定されていた専用のホワイト2トーンルーフ仕様3色に加え、ブラック2トーンルーフ仕様2色（アクティブイエロー、フェニックスレッドパール）、モノトーン系2色（クールカーキパールメタリック、ブルーイッシュブラックパール3）を加えた7パターンに拡大した。なお、ここで廃止されていた「クリスタルホワイトパール」の「ブラック2トーンルーフ」は後述する「Fリミテッド」限定色として復活することとなる。
また、同月には香港とマカオへの輸出を開始。グレードは日本の「Xターボ」相当のみ。現地パートナーである香島汽車有限公司を通じ、同市場で販売される。
2016年（平成28年）3月24日
「デュアルカメラブレーキサポート」を標準装備した「X」・「Xターボ」及び特別仕様車「J STYLE II」・「J STYLE IIターボ」の全方位モニター付メモリーナビゲーション装着車において、JNCAP予防安全アセスメントにおいて、軽自動車初の46点満点を取得し、最高ランクの評価である「ASV+」を取得したことを発表した。
2016年（平成28年）10月17日
メーカーオプションの全方位モニター付メモリーナビゲーションにおいて、既存のCarPlayに加えてAndroid Autoの対応化などの機能拡充を行い、既に利用中のユーザー向けにホームページにて無料で配信を開始したことを発表。また、以降に生産される分についてはソフトウェアを更新済の状態で搭載される。
2016年（平成28年）12月1日
仕様変更。
「ポジティブグリーンメタリック ブラック2トーンルーフ」と入れ替えで、カタロググレードにおけるホワイト2トーンルーフ仕様では初の新色となる「ムーンライトバイオレットパールメタリック ホワイト2トーンルーフ」を追加。ただし、シートパイピングは「ポジティブグリーンメタリック ブラック2トーンルーフ」と異なり、車体色ではなく、「ホワイト」となる。
2016年（平成28年）12月8日
特別仕様車「Fリミテッド」を発売。
「G」をベースに、外観はバンパーガーニッシュ（フロント・リア）をガンメタリックに、15インチスチールホイールをブラックメタリックにそれぞれ変更し、バックドア車名エンブレムと「J STYLE」や「J STYLE II」同様にフロントグリルに装着される「HUSTLER」アルファベットエンブレムにスモークメッキを採用し、左右フロントドアにFリミテッドエンブレムを装着。内装はファブリックシート表皮にカーキを、シートパイピングにガンメタリックを採用し、メッキインサイドドアハンドルとラバー製の専用フロアマットを装備（フロアマットはディーラー装着）。その他、リモート格納付電動格納式リモコンドアミラー、ステアリングオーディオスイッチ、プレミアムUV&IRカットガラス（フロントドア）も装備した。さらに、本来は「X」・「Xターボ」での設定となるデュアルカメラブレーキサポートを特別にオプション設定。本オプション適応時にはバックアイカメラも同時に装備される（バックアイカメラ使用時の注意事項は「J STYLE」の場合と同様）。
ボディカラーは2トーンルーフ仕様4色が設定されるが、ベースグレードのラインナップとは異なり、ブラック2トーンルーフ仕様は「パッションオレンジ」と2015年12月の一部改良に伴う廃止以来、専用設定色として1年ぶりに復活した「クリスタルホワイトパール」、ホワイト2トーンルーフ仕様は「アクティブイエロー」と「J STYLE」・「J STYLE II」でも設定された「クールカーキパールメタリック」の各2色ずつラインナップされる。
2017年（平成29年）1月10日
「デュアルカメラブレーキサポート」を標準装備した「X」・「Xターボ」及び特別仕様車「J STYLE II」・「J STYLE IIターボ」の全方位モニター付メモリーナビゲーション装着車において、2016年度JNCAP予防安全性能アセスメントにおいて、71点満点中66.8点を獲得し、最高ランクの評価である「ASV++（ダブルプラス）」を獲得したことを発表した。
2017年（平成29年）4月1日
仕様変更。「G」の2WD・CVT車、「X」の2WD車、特別仕様車「J STYLE II」・「Fリミテッド」の各2WD車において燃費基準の区分変更に対応し、「平成32年度燃費基準+30%」を達成した。
2017年（平成29年）5月1日
仕様変更。オプションカラーで入れ替えを行い、「クリスタルホワイトパール」に替わって6代目ワゴンR/4代目ワゴンRスティングレーなどに設定されている「ピュアホワイトパール」を設定。この入れ替えに伴い、特別仕様車「Fリミテッド」で復活設定されていた「クリスタルホワイトパール ブラック2トーンルーフ」と入れ替えで「ピュアホワイトパール ブラック2トーンルーフ」を設定した。
2017年（平成29年）5月25日
ハスラーのデザインである「軽ワゴンとSUVが融合した新ジャンルの車の意匠」が、公益社団法人発明協会が主催する平成29年度「全国発明表彰 発明賞」を受賞したことを発表した。スズキがこの賞を受賞するのは、20年ぶり3回目となる。
2017年（平成29年）9月1日
仕様変更。「X」・「Xターボ」及び特別仕様車「J STYLE II」・「J STYLE IIターボ」に設定されていたメーカーオプション「全方位モニター付メモリーナビゲーション」が廃止され、その代わりに「全方位モニター用カメラパッケージ」が設定された。
2017年（平成29年）12月4日
特別仕様車「FリミテッドII」、「J STYLE III」、「J STYLE III ターボ」の3モデルが発表され、同日より販売が開始された。2015年12月に発売された「J STYLE II」、「J STYLE II ターボ」及び2016年12月に発売された「Fリミテッド」のバージョンアップ仕様である。
「FリミテッドII」は「Fリミテッド」からの変更点として、バンパーガーニッシュ（フロント・リア）はガンメタリックからボディ同色に、フロントグリルに装着される「HUSTLER」アルファベットエンブレムはスモークメッキからスチールシルバーに、バックドアに装着される車名エンブレムはスモークメッキから文字色を白とした仕様に、ファブリックシート表皮はカーキからネイビーにそれぞれ変更されたほか、電動格納式リモコンドアミラーにLEDサイドターンランプが追加され、新たにガンメタリックのガーニッシュ（ステアリング・エアコン）が施された。メーカーオプションは「Fリミテッド」から継続設定の「デュアルカメラブレーキサポート」とバックアイカメラのセットに加え、「デュアルカメラブレーキサポート」と「全方位モニター用カメラパッケージ」のセットが新たに設定された。
「J STYLE III」は「J STYLE II」からの変更点として、メッキフロントグリルがスモークメッキに、レザー調&ファブリックシート表皮がネイビー&ブラウンに変更されたほか、「J STYLE II」ではメーカーオプション設定だったルーフレールが標準装備化され、IRカット機能付フロントガラスが追加された。
ボディカラーはそれぞれ刷新され、「FリミテッドII」は2トーンでは新設定となるスチールシルバー2トーンルーフが4色、「J STYLE III」はスチールシルバー2トーンルーフが5色・ブラック2トーンルーフが2色の計7色がそれぞれ設定される。なお、「FリミテッドII」に設定されている「ブリスクブルーメタリック（6代目ワゴンR、スペーシア/スペーシアカスタムZ設定色）」と「J STYLE III」に設定されている「ブレイブカーキパール」、「オフブルーメタリック（新色）」はカタログカラーではモノトーン・2トーン共に設定されていない特別設定となる。
なお、特別仕様車の発売に合わせ、カタロググレードにおいても仕様変更が行われた（公式発表無し）。エマージェンシーストップシグナルとESPを「G」の5MT車と「A」にも設定を拡大して全車標準装備とした。また、ボディカラーは「G」系・「X」系グレードに設定されているピンク系のホワイト2トーンルーフが入替となり、発売当初から設定されていた「キャンディピンクメタリック ホワイト2トーンルーフ」に替わって、新色の「チアフルピンクメタリック ホワイト2トーンルーフ」が設定された。
2018年（平成30年）7月
仕様変更。前述のメーカーオプション「全方位モニター用カメラパッケージ」に、GPSアンテナ、TVアンテナ用ハーネス、USBソケットの3点が追加された。
2018年（平成30年）7月17日
特別仕様車「タフワイルド」が発売された。
「G」のCVT車をベースに、Aピラー・ルーフ・リアクォーターパネルをブラック塗装、バンパーガーニッシュ（フロント・リアとも）をボディカラー同色、カラードドアハンドルをブラック、15インチスチールホイールをブラックメタリックにそれぞれ変更されたほか、フロントグリルにはホワイトの「HUSTLER」のアルファベットエンブレム、バックドア左下にタフワイルドエンブレムがそれぞれ装着された。
内装はカラーパネル（インパネ・ドアトリム）をオフブルーに、ガーニッシュとリングの一部をガンメタリックに、シートはレザー調&ファブリック（ネイビー&ブラウン）の専用仕様にそれぞれ変更され、メッキインサイドドアハンドルとステアリングオーディオスイッチが追加された。
装備面では、ベースグレードではオプション設定となっているディスチャージヘッドランプとオートライトシステムが標準装備されたほか、フロントドアガラスはプレミアムUV&IRカットに変更、スピーカーにはリアとツィーターが、フルオートエアコンには「ナノイー」が、電動格納式リモコンドアミラーにはLEDサイドターンランプとリモート格納がそれぞれ追加された。併せて、衝突被害軽減ブレーキが「X」と同じ「デュアルカメラブレーキサポート」にグレードアップされ、車線逸脱警報機能、ふらつき警報機能、先行車発進お知らせ機能も特別装備された。また、ベースグレードでは設定されていない「全方位モニター用カメラパッケージ」がメーカーオプションとして特別設定される。
ボディカラーは仕様上全色ブラック2トーン仕様で、ベースグレードでの「ブラック2トーンルーフ」専用色2色、「スチールシルバーメタリック」に加え、「J STYLE III」設定色の「オフブルーメタリック」、「FリミテッドII」設定色の「ブリスクブルーメタリック」の5色が設定される。
2018年（平成30年）11月1日
一部仕様変更並びに特別仕様車「ワンダラー」が発表された（「ワンダラー」は11月15日発売）。
「G」系グレードにおいて、「G」のCVT車と「Gターボ」に装備の衝突被害軽減システムがステレオカメラ方式の「デュアルカメラブレーキサポート」に変更され、併せて、車線逸脱警報機能、ふらつき警報機能、先行車発進お知らせ機能の3点を追加。ボディカラーも一部変更され、2トーンにおいて、発売当初から設定されていた「サマーブルーメタリック ホワイト2トーンルーフ」を「ブリスクブルーメタリック ホワイト2トーンルーフ」に差し替え、同時に過去に発売されていた特別仕様車に設定されていたホワイト2トーンルーフ3色（フェニックスレッドパール、アクティブイエロー、クールカーキパールメタリック）がカタログカラーに昇格させる形で追加され、7色9パターンに拡大した。その他、ステアリングオーディオスイッチ、リモート格納ドアミラー（「G」の5MT車を除く）、フロント2ツイーター&リヤ2スピーカーが新たに標準装備された。
「アクティブイエロー」設定時以外のカラーパネルとシートパイピングの組み合わせ（「A」はカラーパネルのみ）が変更となり、「パッションオレンジ」のカラーパネル・シートパイピングのオレンジを廃止する代わりに、「クールカーキパールメタリック」設定時はカラーパネル・シートパイピング共カーキとなった。「パッションオレンジ」を含むその他のボディカラーはカラーパネルがアイボリー、シートパイピングがホワイトの組み合わせとなった。
また、特別仕様車として発売されていた「J STYLE III」・「J STYLE III ターボ」は「X」・「Xターボ」に替わる最上位グレードとして仕様変更の上でカタロググレードに昇格し、「J」・「Jターボ」に改名。ボディカラーが他のグレードとバリエーションが異なり、モノトーンは「クールカーキパールメタリック」と「ブルーイッシュブラックパール3」の2色に、2トーンは特別仕様車「Fリミテッド」設定色から「J」系グレード専用色としてカタログカラーに昇格した「ピュアホワイトパール ブラック2トーンルーフ」を含む4色6パターンが設定される。併せて、ブラックパールのカラーパネル、チタンシルバーのガーニッシュやリング、メッキインサイドドアハンドル、ブラックのレザー調&ファブリックシート、「ナノイー」搭載フルオートエアコンで構成された「ブラックインテリアパッケージ」がメーカーオプションとして設定された。
特別仕様車「ワンダラー」は、「J」をベースに、外観はメッキフロントグリルとHUSTLERアルファベットエンブレムをクロームメッキに、バンパーガーニッシュ（フロント・リア）とカラードドアミラーをウッディブラウンに、バンパー（フロント・リア）とフェンダーアーチモール&サイドスプラッシュガードをブラウン（材料着色）に、ホイールをガンメタリックのスチールに、「HUSTLER」エンブレムの文字色を白にそれぞれ変更し、ルーフレールとワンダラーエンブレム（バックドア）を装備。内装はインパネカラーパネルをウッド調に、本革巻ステアリングホイールとレザー調&ファブリックシート表皮はオレンジステッチ付のイエローブラウン（シートはブラックとの2トーン）に、ドアトリムカラーパネルとエアコンガーニッシュをベージュにそれぞれ変え、ガンメタリックのリング（エアコンルーバー・スピーカー）とステアリングガーニッシュ、メッキインサイドドアハンドルを装備。フルオートエアコンを「ナノイー」搭載タイプにグレードアップした。ボディカラーは仕様上、特別設定のウッディブラウン2トーンルーフ仕様で、4色が設定される。このうちの「シフォンアイボリーメタリック ウッディブラウン2トーンルーフ」は同日発表されたカシオ計算機の腕時計「BABY-G WANDERER SERIES」との共通カラーモデル（型番名: BGA-255-5A）となる。
なお、同年7月に発売された特別仕様車「タフワイルド」は継続販売される。
2019年（令和元年）12月中旬
後述する2代目モデルの生産準備に伴い生産終了。

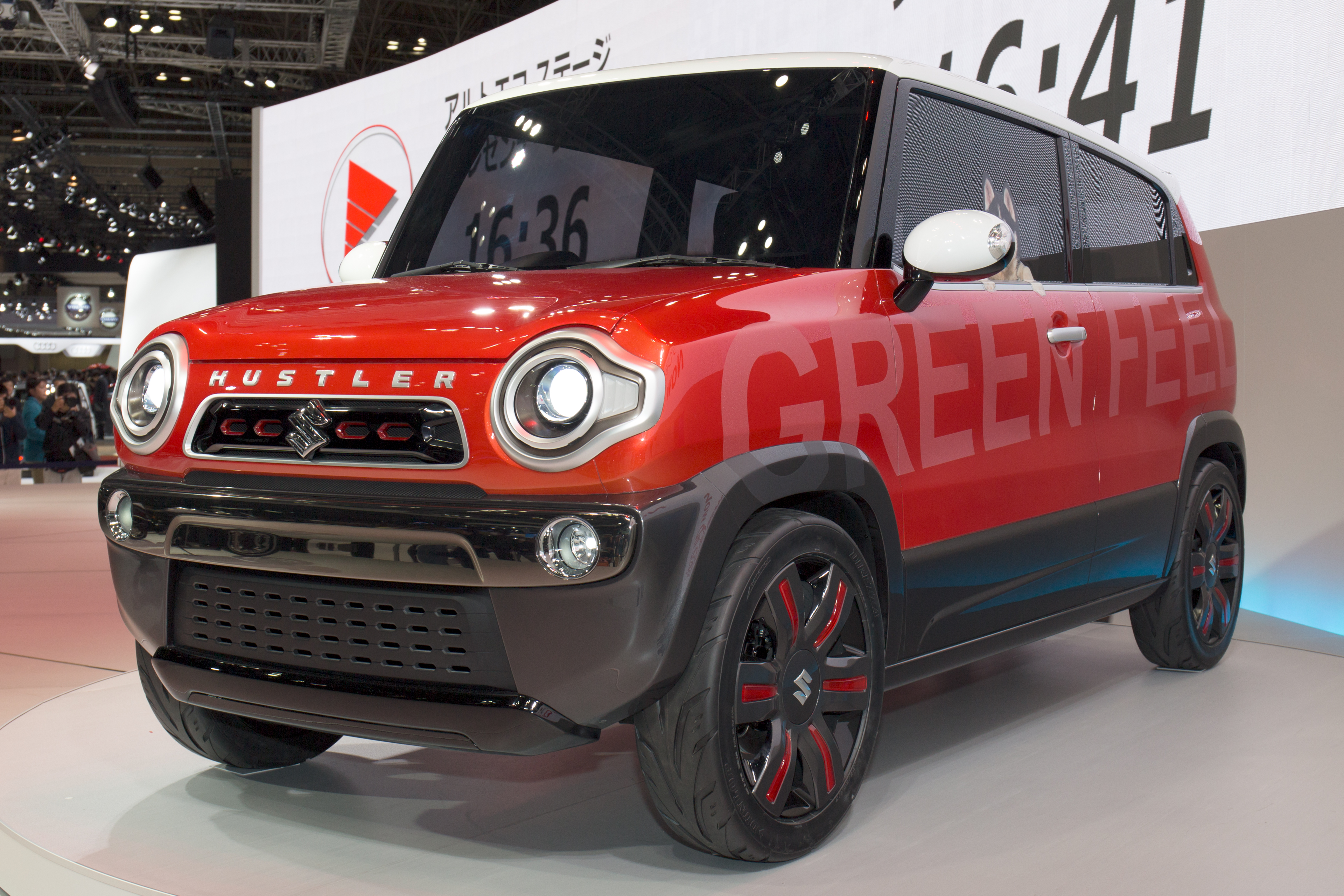
ハスラークーペ
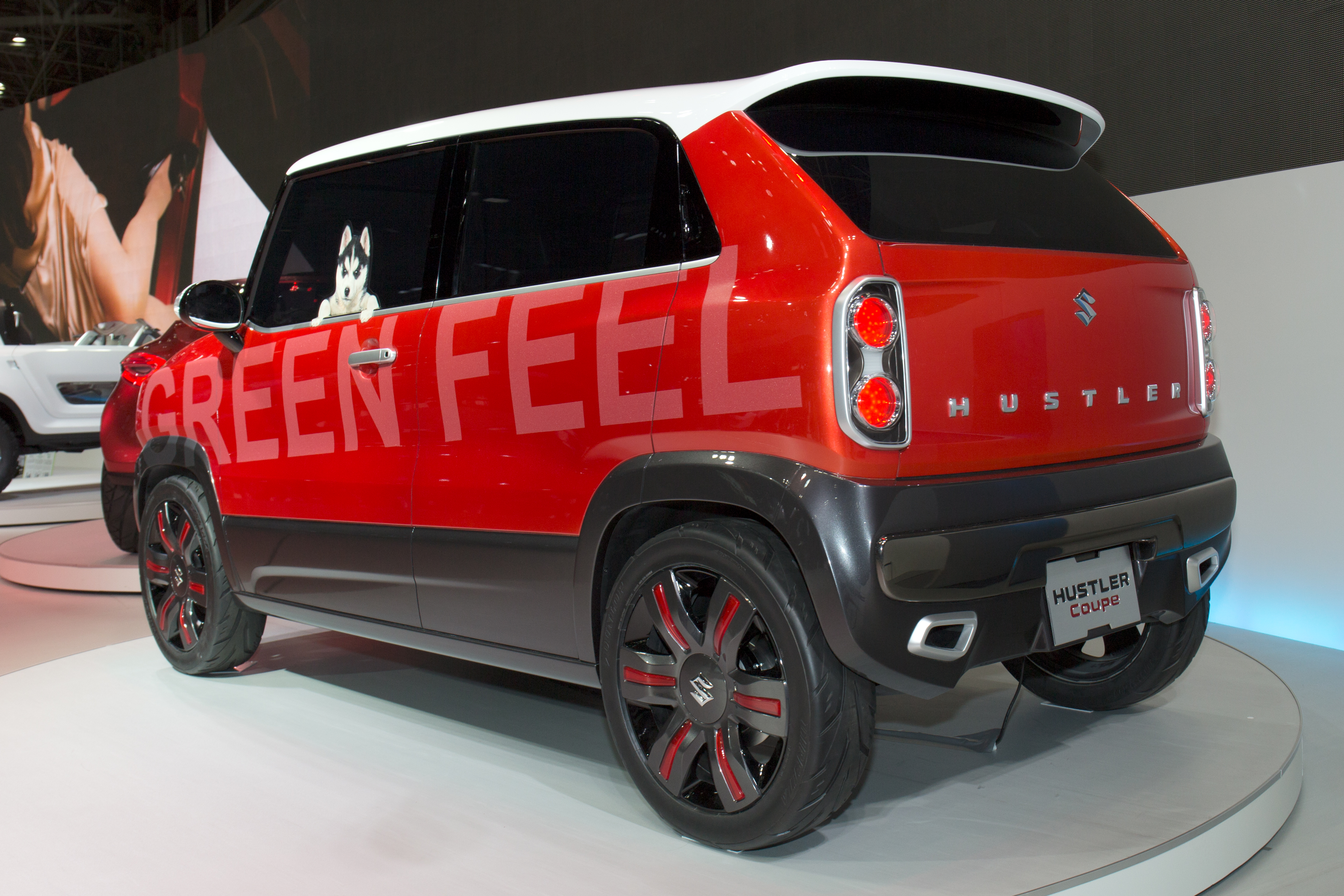
ハスラークーペ リヤ
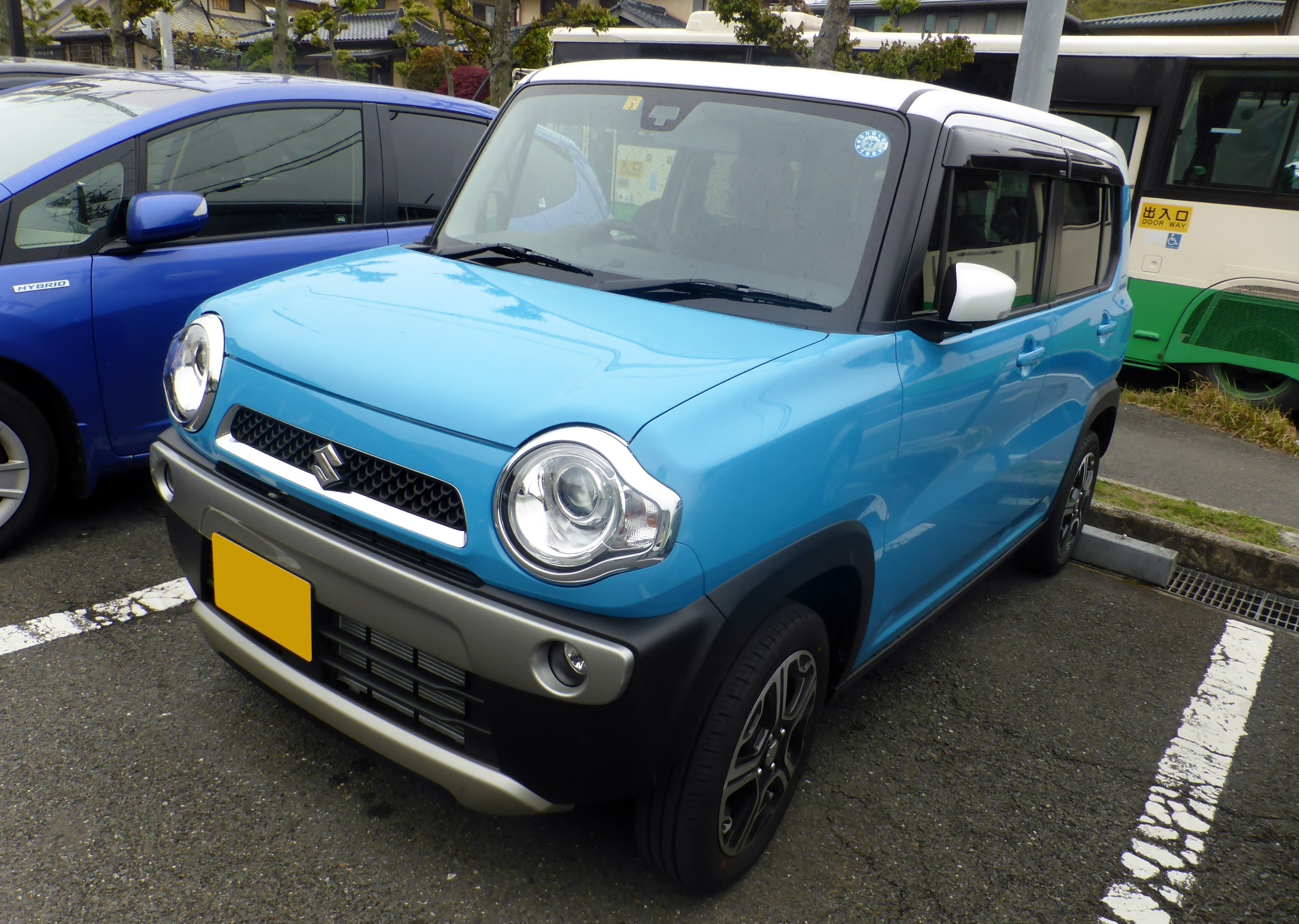
Xターボ （1型・2014年1月 - 2015年12月）フロント
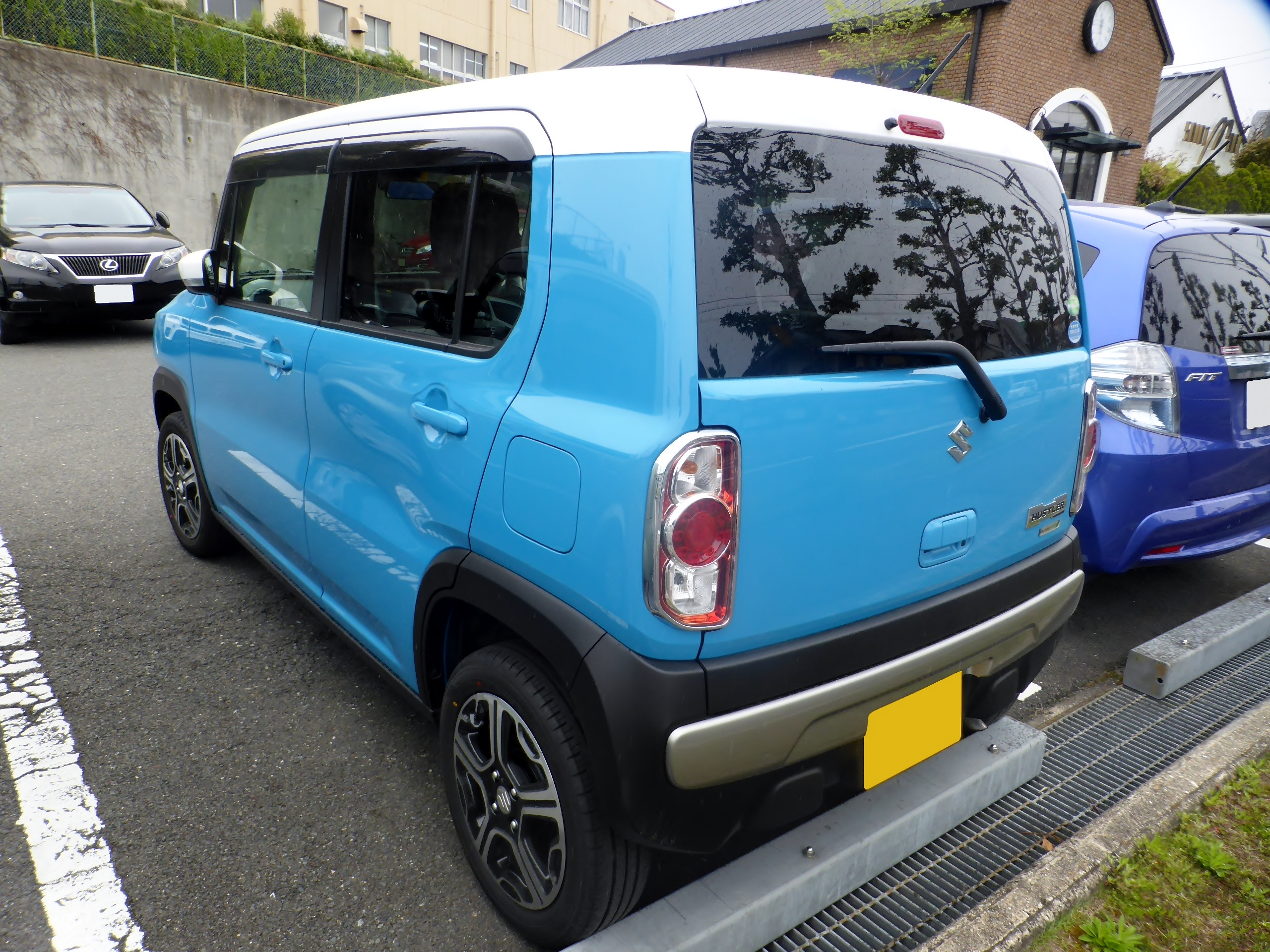
Xターボ （1型・2014年1月 - 2015年12月）リア
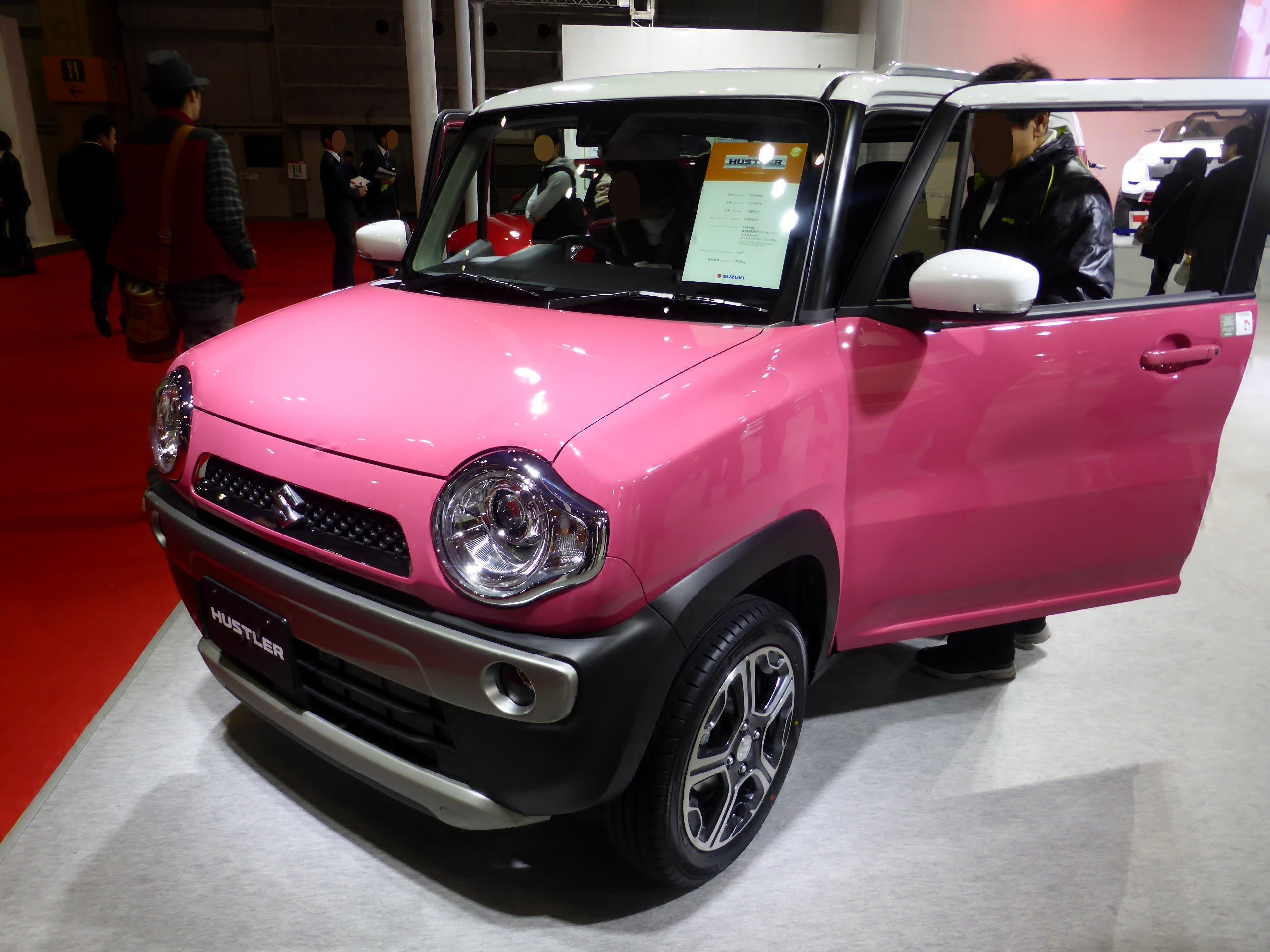
X（大阪モーターショー2013展示車）フロント
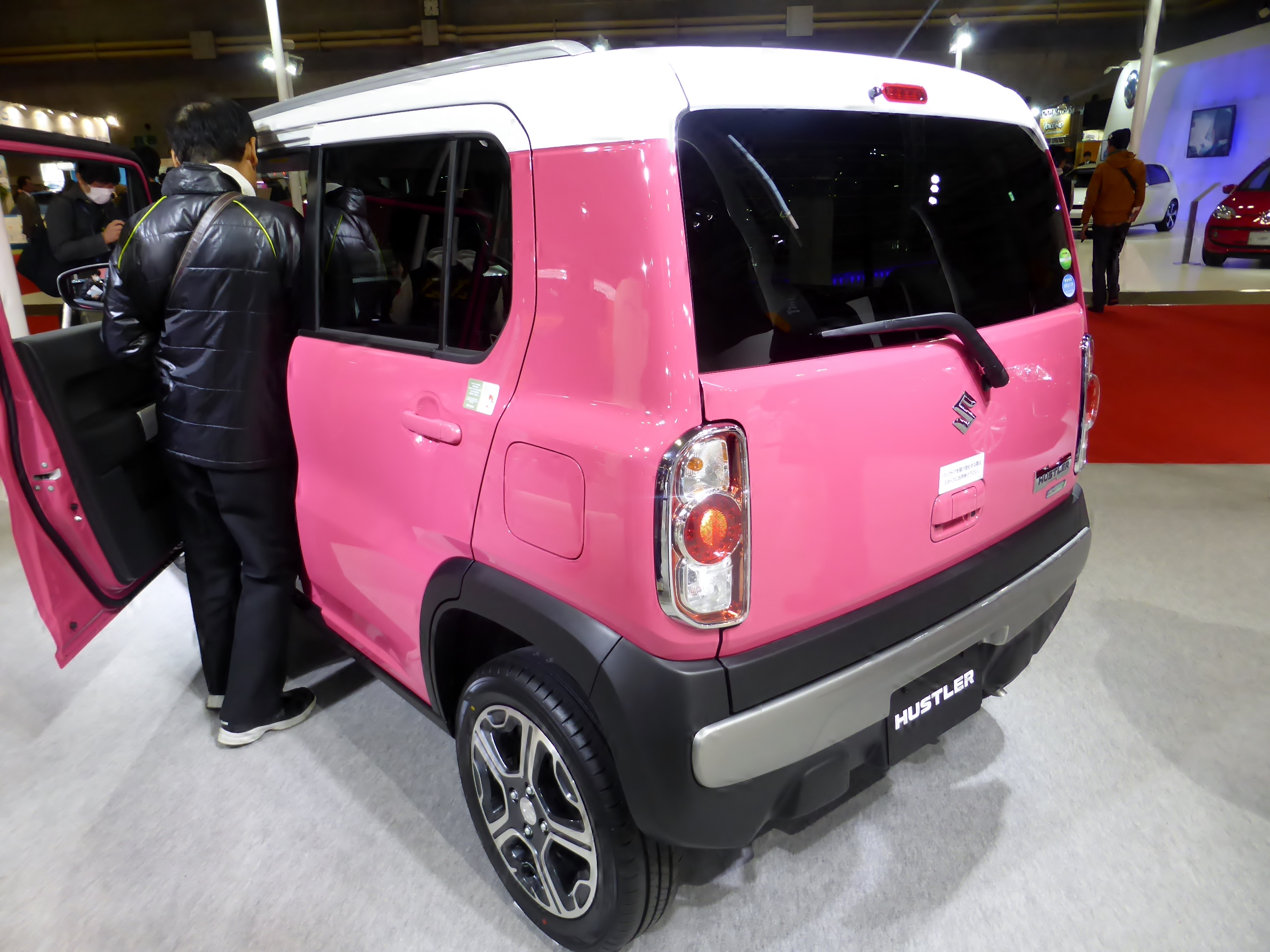
X（大阪モーターショー2013展示車）リア
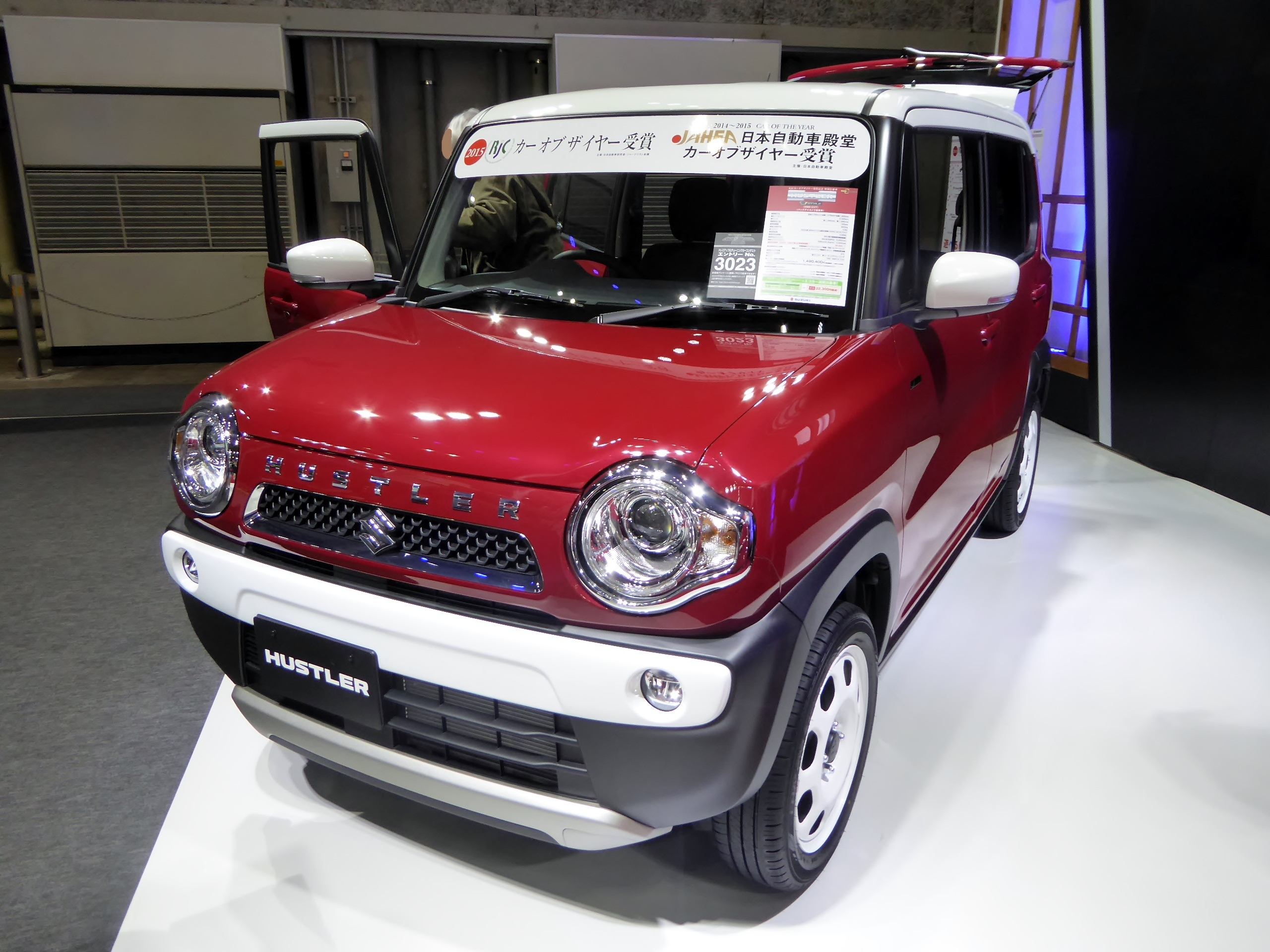
J STYLE
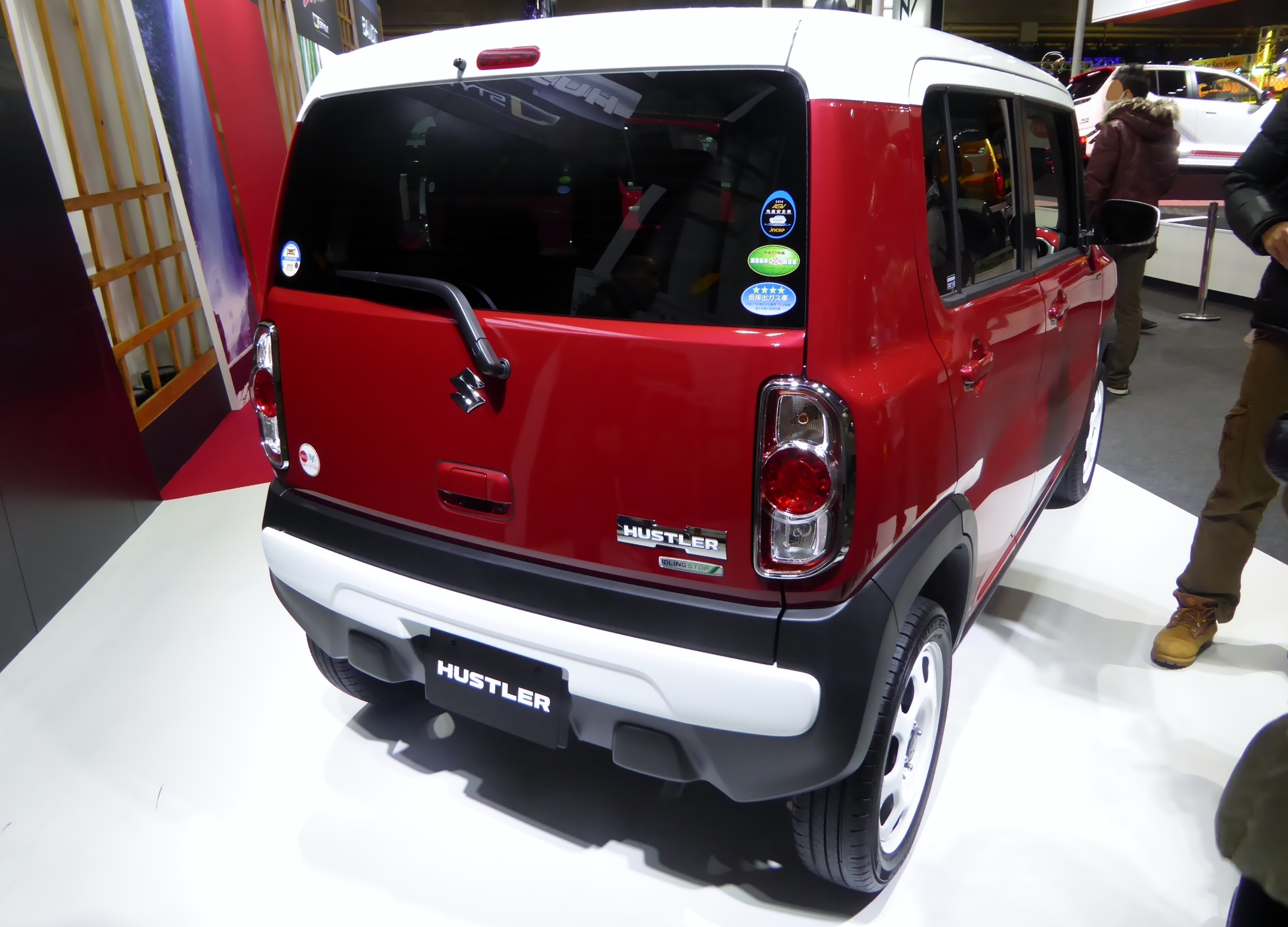
J STYLE リヤ
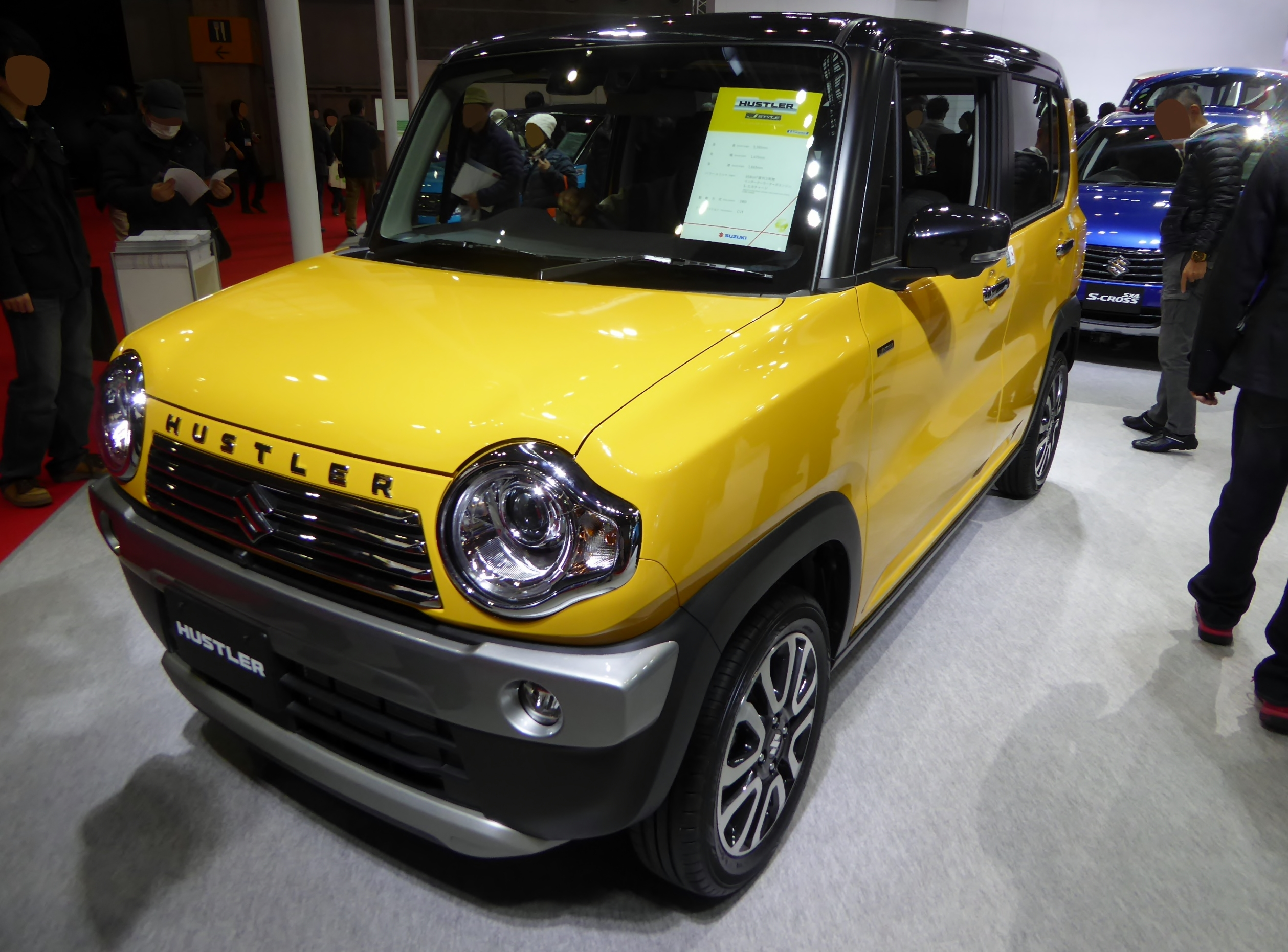
J STYLE II
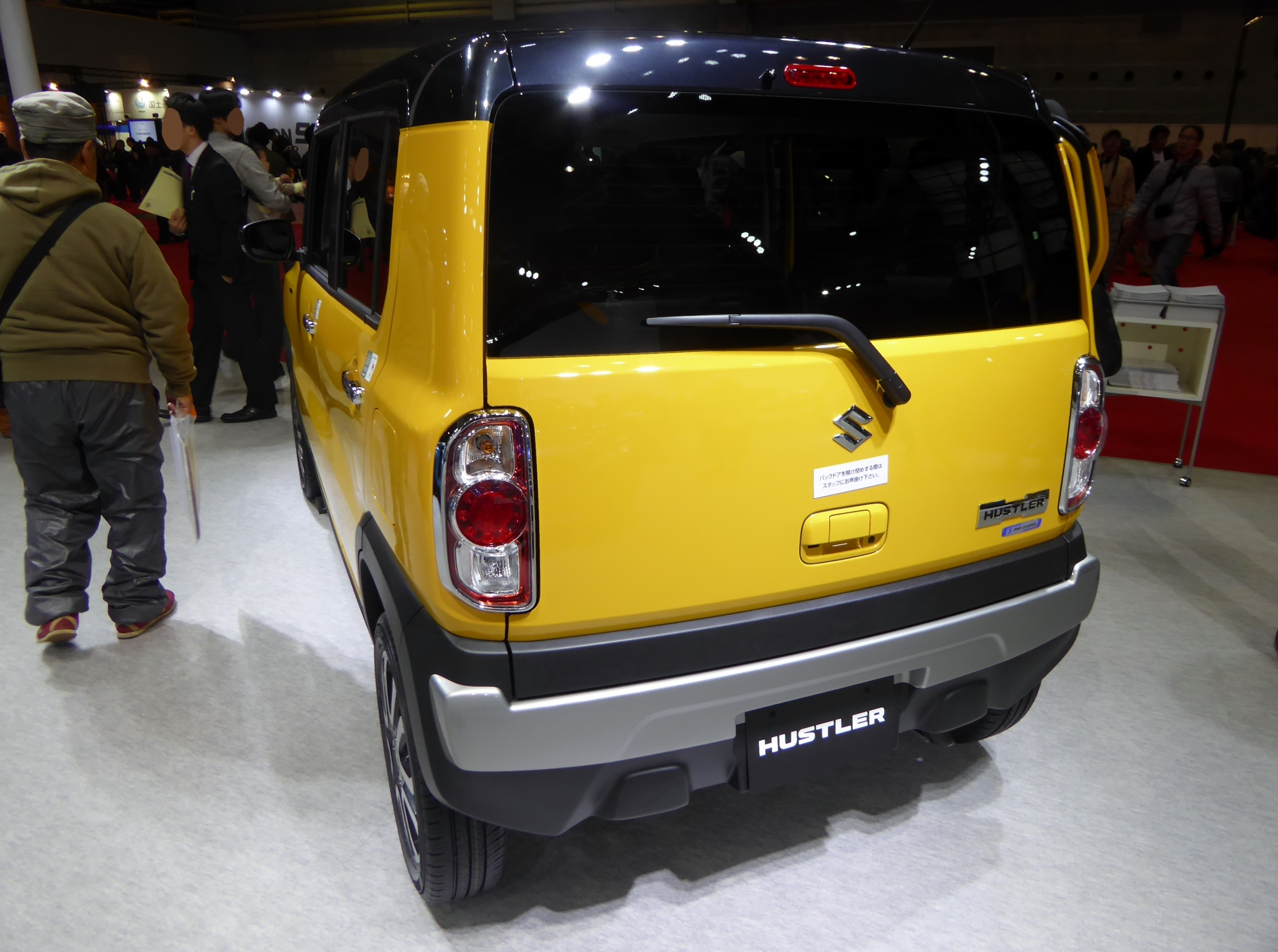
J STYLE II リヤ

## 2代目（MR52S/MR92S型 2020年-）

### デザイン
初代からのキープコンセプトでなおかつ、丸型ヘッドランプの採用など初代の意匠をほぼ踏襲しているものの、正面から見た側面上部の絞り込みを減らしてよりスクエアな意匠としており、バックウィンドウを立ててルーフ長を約120mm伸ばし、リアドア後方にクォーターウインドウを追加。また、8代目アルトや6代目ワゴンRにも採用されている軽量・高剛性設計のプラットフォーム「HEARTECT（ハーテクト）」の採用によってホイールベースが35 mm延ばされて2,460 mmとなり、その分を前後間シート間隔の伸長に充て、リアシートの居住性改善が図られた。一方で、ロングホイールベース化されても最小回転半径は初代モデルと同じ4.6 mとしたほか、最低地上高は初代モデルと同じ180mmを確保し、アプローチアングルを1°拡大して29°に、デパーチャーアングルを4°拡大して50°にすることで走破性が向上された。
内装においては、インパネのカラーガーニッシュは上下のバーでガーニッシュを挟み込んだ3連カラーインパネカラーガーニッシュとなり、シートは縞鋼板柄の表皮にカラーアクセントが配された。
ラゲッジスペースにおいては、リアシートの背面やラゲッジ部に防汚素材を採用するとともに、リアシート背面に荷室からでも操作可能なスライド用ストラップが追加され、荷室下に防汚タイプのラゲッジアンダーボックスを採用。着脱式となっており、外すことで荷室高が高くなり背丈のある荷物の積載が可能になるほか、ボックス自体は丸ごと水洗いが可能となっている。

### メカニズム
NA車はエンジンを新型のR06D型に変更。1気筒あたり2つのインジェクターで燃料を微粒子化することで燃料と空気の混合気を均質化し、燃焼効率を高める「デュアルインジェクションシステム」や燃焼温度を抑えることでノッキングの発生を抑制して最適なタイミングでの燃焼を実現させる「クールドEGR」がスズキの軽自動車で初採用された。ターボ車のエンジンには初代のR06A型が継続搭載される。CVTは軽量化と高効率化を実現した新型となった。さらに、マイルドハイブリッドシステムが搭載され、減速時のエネルギーを利用してISG（モーター機能付発電機）に発電して2種類のバッテリー（アイドリングストップ車専用鉛+専用リチウムイオン）に充電、充電された電力は加速時にモーターアシストされることで低燃費を実現している。
WLTCモード走行による排出ガスや燃料消費率（NA車はJC08モード走行時も併記）に対応し、NA車は「平成30年排出ガス基準50%低減レベル（☆☆☆☆）」認定、ターボ車は「同25%低減レベル（☆☆☆）」認定をそれぞれ取得しているが、NA車はJC08モードでの燃料消費率が初代モデルよりも低下したため、NA・2WD車は「2020年度燃費基準+20%」達成、NA・4WD車は「2020年度燃費基準+10%」達成となった。
4WD車においては、初代モデルから引き続き装備されている「グリップコントロール」や「ヒルディセントコントロール」に加え、雪道やアイスバーンでの滑りやすい路面において過大なエンジントルクを抑制し、発進や加速の際にタイヤの空転を抑えることでスムーズな走行を可能にするとともに、約30km/h以下ではスリップ輪全体にブレーキ制御も併用することでより安定したグリップ走行を実現する「スノーモード」が新たに装備された。
安全面においては、初代から引き続き採用の「デュアルカメラブレーキサポート」が夜間の歩行者の検知に対応した改良型となり、ヘッドランプのハイビームとロービームを自動切替するハイビームアシストや、最高速度・はみ出し通行禁止・補助標識「おわり」・車両進入禁止に加えて一時停止の認識にも対応した標識認識機能が追加されたほか、リアバンパーに4つの超音波センサーが内蔵されたことで、後退時用衝突被害軽減ブレーキ「後退時ブレーキサポート」も備わり、誤発進抑制機能は前方に加えて後方にも対応、リアパーキングセンサーも搭載された。さらに、スズキの軽自動車では初となる全車速追従機能を備えたアダプティブクルーズコントロール（ACC）と作動状態に走行中、車線逸脱の可能性が高いとシステムが判断した時に車線逸脱防止方向へのステアリング操作を促し、車両を車線の内側へ戻す支援する車線逸脱抑制機能も併せて装備された。
さらに、スズキでは初となる9インチHDディスプレイを備えたメモリーナビゲーションがメーカーオプション設定された。本ナビゲーションはGPS・みちびき・GLONASSのトリプル測位に対応し、Apple CarPlay・Android Autoに加えてSmartDeviceLinkにも対応したスマートフォン連携機能や全方位モニターも備える。メーターにはスズキ初の4.2インチカラー液晶ディスプレイが搭載され、エンジン回転数・平均燃費/航続可能距離・エネルギーフロー・燃費履歴・アイドリングストップがアニメーションやビジュアル込で表示されるほか、前述のメモリーナビゲーションとの連携により交差点に関する情報をメーター内ディスプレイ上に表示させることも可能である。なお、「スズキ セーフティ サポート非装着車」の場合はメモリーナビゲーションの設定が不可となり、メーター内のディスプレイはエネルギーフローインジケーター・平均燃費・渡航可能距離などが表示可能な単色表示マルチインフォメーションディスプレイとなる。

### 年表
2019年9月30日
第46回東京モーターショー2019にコンセプトモデルとなる「HUSTLER CONCEPT」を参考出品車として世界初出展（ワールドプレミア）することが発表された。
2019年11月11日
ティザーサイトが先行公開された。
2019年12月24日
初のフルモデルチェンジが発表された（2020年1月20日発売）。
グレード体系は「G」と「Gターボ」をマイルドハイブリッドシステムの搭載に伴って「HYBRID G」と「HYBRID Gターボ」に改め、初代では2018年10月まで設定されていた「X」と「Xターボ」が「HYBRID X」と「HYBRID Xターボ」として再設定された。なお、「HYBRID G」には「スズキ セーフティ サポート非装着車」が設定された。
ボディカラーはモノトーンカラーは初代モデル（2018年11月仕様変更モデル）からシフォンアイボリーメタリック、ブルーイッシュブラックパール3、ピュアホワイトパール（オプションカラー）、クールカーキパールメタリックの4色を踏襲し、初代モデルでは特別仕様車の「J STYLE III」や「タフワイルド」に2トーンカラー専用で設定されていたオフブルーメタリックを追加。2トーンカラーはホワイトルーフ仕様は初代モデル（2018年11月仕様変更モデル）から3色を踏襲、初代モデルに設定されていたブラックルーフ仕様に替わってガンメタリックルーフ仕様が新設定され、初代モデルから踏襲されるフェニックスレッドパールに、新色のバーミリオンオレンジとデニムブルーメタリックが設定される。
発売当初はインパネ・ドアトリムのパネルやシートのアクセントの色はバーミリオンオレンジ、デニムブルー、グレーイッシュホワイトの3色があり、通常はバーミリオンオレンジとデニムブルーはボディカラーと連動、それ以外のボディカラーはグレーイッシュホワイトとなるが、2代目では受注対応によりピュアホワイトパール（ガンメタリック2トーンを含む）とコーラルオレンジメタリック ソフトベージュ2トーンの場合はバーミリオンオレンジ内装が、オフブルーメタリック（ソフトベージュ2トーンを含む）とブルーイッシュブラックパール3はデニムブルー内装が、バーミリオンオレンジとデニムブルーメタリック（ともにガンメタリック2トーン）はグレーイッシュホワイト内装がそれぞれ設定可能であった。
2020年11月17日
特別仕様車「J STYLE」が発売された。
初代モデルに続いての設定で、今回は「HYBRID X」、「HYBRID Xターボ」がベースとなり、ターボ車は「J STYLE ターボ」となる。
外観はバンパーガーニッシュ（フロント・リア）をスチールシルバーメタリックに、ドアハンドルをメッキにそれぞれ変更され、ルーフレール・専用メッキフロントグリル・メッキフォグランプガーニッシュを装備するとともに、フロントフードにメッキのHUSTLERアルファベットエンブレム、バックドアに「J STYLE」エンブレムがそれぞれ装着された。
内装はシート表皮をダークブルーにブラウンのシートカラーアクセント（フロントシート）を配したレザー調&ファブリックの専用仕様としたほか、フロントドアのドアトリムクロスをブラックのレザー調に、カラーガーニッシュ（ドアパネル・インパネ）やフロアコンソールトレイをブルーイッシュシルバーにそれぞれ変更され、インサイドドアハンドルをメッキ化した。
装備面では、フルオートエアコンに「ナノイー」が搭載され、プレミアムUV&IRカットガラスはベースグレードに装備のフロントドアに加え、フロント（ベースグレードのIRカットからプレミアムUV&IRカットにグレードアップ）・リアドア・リアクォーター・バックドアにも拡大して360°プレミアムUV&IRカットガラスに強化された。
ボディカラーは2トーンカラーのみの設定となっており、ホワイト2トーンは全色特別設定で初代の「J STYLE」にも設定されていたクールカーキパールメタリック、フェニックスレッドパール、ブルーイッシュブラックパール3の3色を、ガンメタリック2トーンは既存色のフェニックスレッドパールとデニムブルーメタリックの2色に、オフブルーメタリック、シフォンアイボリーメタリック、ピュアホワイトパール（オプションカラー）の3色の特別設定色を加えた5色が設定される。
2021年4月
仕様変更。NA車が2030年度燃費基準に対応し、NA・2WD車は「2030年度燃費基準85%達成」、NA・4WD車は「同80%達成」となった。
2021年9月
仕様変更。ブリスクブルーメタリック ホワイト2トーンが廃止された。
2022年5月9日
一部仕様変更及び特別仕様車「J STYLE II」が発表された（2型、5月23日発売）。
安全機能が強化され、従来はターボ車のみの装備だった全車速追従機能付ACCと車線逸脱抑制機能をNA車にも拡大して全車標準装備となり、メーカーオプションの全方位モニター付メモリーナビゲーションにすれ違い支援機能を追加。装備面も強化され、「HYBRID X」と「HYBRID X ターボ」はUSB電源ソケットを追加し、フロント間欠ワイパーに時間調整を追加。「HYBRID Xターボ」にはルーフレールも装備された。LEDヘッドランプを「HYBRID Gターボ」にも拡大して標準装備化され、「HYBRID G」にもメーカーオプション設定された。なお、「HYBRID G」に設定されていた「スズキ セーフティ 非装着車」は今回の一部仕様変更により追加された安全装備のみ非装備化する「アダプティブクルーズコントロール（ACC）［全車速追従機能付］、車線逸脱抑制機能非装着車」に変更された（設定した場合、全方位モニター付メモリーナビゲーションやLEDヘッドランプの設定が不可となる）。また、メーカーオプションの「全方位モニター用カメラパッケージ」は「全方位モニター付メモリーナビゲーション」に吸収される形で廃止された。
2トーンカラーはバンパーガーニッシュをルーフ同色に変更するとともに、バリエーションが入れ替えとなり、ガンメタリック2トーンはピュアホワイトパールを追加して4色に拡充。また、従来のホワイト2トーンに替わってソフトベージュ2トーンが新たに設定され、ホワイト2トーンからの移行となるアクティブイエローに、モノトーンにも設定されているオフブルーメタリックとクールカーキパールメタリック、ワゴンRスマイル設定色で2トーン専用の新色となるコーラルオレンジメタリックの4色が設定される。なお、アクティブイエロー、シフォンアイボリーメタリックはインテリアカラーの変更が不可（通常設定のグレーイッシュホワイトのみ）となり、新色ではピュアホワイトパール ガンメタリック2トーンとコーラルオレンジメタリック ソフトベージュ2トーンでインテリアカラーをバーミリオンオレンジに、オフブルーメタリック ソフトベージュ2トーンでインテリアカラーをデニムブルーにそれぞれ受注対応で変更可能としている。
特別仕様車「J STYLE II」は2020年11月発売の「J STYLE」のバージョンアップ仕様となり、フルオートエアコンに搭載されている「ナノイー」をスズキでは初採用となる「ナノイーX」へ強化され、カラーガーニッシュ（ドアトリム・インパネ）とフロアコンソールトレー（ドリンクホルダー付き）をチタニウムグレーに変更された。ボディカラーは「J STYLE II」同様に2トーンカラーのみの設定となり、ガンメタリック2トーンは既存のデニムブルーメタリックに「J STYLE」に続いての特別設定となるオフブルーメタリックとシフォンアイボリーメタリックを加えた3色、ソフトベージュ2トーンは既存のクールカーキパールメタリックに特別設定色のアーバンブラウンパールメタリックとフェニックスレッドパールを加えた3色。さらに、初代モデルの特別仕様車「ワンダラー」に設定されていたウッディブラウン2トーンが特別設定により復活し、シフォンアイボリーメタリックとピュアホワイトパールの2色を設定。全部で3種・8色展開とした。
2024年5月24日
一部仕様変更（3型）。
LEDヘッドランプを従来メーカーオプション設定だった「HYBRID G」にも標準装備化されたことで全車標準装備となり、「HYBRID X」と「HYBRID Xターボ」はフルオートエアコンに「ナノイーX」が搭載され、ルームランプ（フロント・リア）をLED化、更に、360°プレミアムUV&IRカットガラス、シートバックアッパーポケット（運転席・助手席）、USB電源ソケット（Type-A、Type-C）なども装備された。
「HYBRID X」・「HYBRID Xターボ」はHUSTLERアルファベットエンブレム（フロントフード）やメッキフォグランプガーニッシュが追加され、ドアハンドルをメッキ化。シート表皮がレザー調&ファブリック（ダークグレー、シルバーステッチ）に、ドアトリム（フロントドア）がレザー調に、カラーガーニッシュ（インパネ・ドアトリム）がブラックパールにそれぞれ変更。「HYBRID G」・「HYBRID Gターボ」はインテリアカラー（インパネカラーガーニッシュ・シートカラーアクセント）がオフブルーとカーキベージュの2種類となった（ボディカラーによって異なり、デニムブルーメタリック、オフブルーメタリック、ブルーイッシュブラックパール3設定時はオフブルー、それ以外はカーキベージュとなる）。
また、初代では特別仕様車として設定されていた「タフワイルド」がカタロググレードとして追加。外観は専用意匠のフロントグリル、ヘッドランプガーニッシュ、カラードドアミラー、リアコンビネーションランプエクステンション、ドアハンドルをブラックに、専用意匠のバンパーガーニッシュ（フロント・リア）をメッキに、15インチアルミホイールをブラックメタリックにそれぞれ変え、フロントフードにブラックメッキのHUSTLERアルファベットエンブレム、バックドア左下にタフワイドエンブレムがそれぞれ装着され、ルーフレールを装備。内装はファブリックシート表皮に撥水加工とカーキステッチが施され、カラーガーニッシュ（インパネ・ドアトリム）とフロアコンソールトレー（ドリンクホルダー付）にマットカーキ、エアコンルーバーアクセントにサテンメッキ調をそれぞれ採用され、撥水加工が施されたファブリックのドアトリム（フロントドア）も装備された。なお、初代モデルでは設定されなかったターボ車が「タフワイルドターボ」として設定された。
なお、メーカーオプションの全方位モニター付メモリーナビゲーションは新たにコネクティッドサービスの「スズキコネクト」に対応したことに伴って通信機が追加され、「全方位モニター付メモリーナビゲーション・スズキコネクト対応通信機」に名称を変更。「タフワイルド」・「タフワイルドターボ」にも設定可能である。
ボディカラーは2トーンカラー（メーカーオプション）においてバーミリオンオレンジがガンメタリック2トーンからソフトベージュ2トーンへ、アクティブイエローがソフトベージュ2トーンからガンメタリック2トーンへそれぞれ移行され、コーラルオレンジメタリック ソフトベージュ2トーンを廃止。ピュアホワイトパール（メーカーオプション）はガンメタリック2トーンでの設定が廃止されてモノトーン専用色となり、モノトーンにおいてはシフォンアイボリーメタリックと入れ替わりでソフトベージュメタリックが設定された。「タフワイルド」はカラーバリエーションが異なり、2トーンカラー（メーカーオプション）は専用のブラック2トーンとなり、オフブルーメタリック、ソフトベージュメタリック、バーミリオンオレンジの3色、モノトーンはクールカーキパールメタリックとブルーイッシュブラックパール3に加え、専用色のスチールシルバーメタリック（メーカーオプション）を加えた3色がそれぞれ設定される。
- ストリートベース　フロント
東京オートサロン2020出展車
- ストリートベース　リヤ
東京オートサロン2020出展車
- ストリートベース　インテリア
東京オートサロン2020出展車
- ハスラー コンセプト
アーバンアウトドアスタイル フロント
東京モーターショー2019出展車
- ハスラー コンセプト
アーバンアウトドアスタイル リヤ
東京モーターショー2019出展車
- ハスラー コンセプト
アーバンアウトドアスタイル インテリア
東京モーターショー2019出展車
- J STYLE
フロント
- J STYLE
フロントリヤ
- J STYLE II
フロント
- J STYLE II
リヤ
- TOUGH WILD
フロント
- TOUGH WILD
フロントリヤ

## 車名の由来
同社デザイン部門からの提案と社内公募により、「ラフロードを軽やかに走る、活き活きと走る」イメージから、かつて、同社2ストロークオフロードバイクのTSで使われていた愛称を流用した。スズキの純正アクセサリーにはかつてTSで使用されていたエンブレムの復刻版ステッカーも用意された（初代モデルのみ）。